# Linea Gotica
La Linea Gotica (in tedesco Gotenstellung, in inglese Gothic Line) fu una poderosa opera difensiva fortificata costruita dall'Esercito tedesco nell'Italia centro-settentrionale durante le fasi finali della campagna d'Italia, nella seconda guerra mondiale. Questo apprestamento difensivo fu teatro di duri combattimenti tra le truppe tedesche al comando di Albert Kesselring e le forze Alleate al comando di Harold Alexander: le prime cercavano di rallentare l'avanzata delle seconde, le quali, dopo aver superato la linea Gustav, cercavano di aprirsi la strada verso la valle del Po. La linea difensiva fortificata si estendeva dal versante tirrenico dell'attuale provincia di Massa-Carrara fino al versante adriatico della provincia di Pesaro e Urbino, seguendo un fronte di oltre 300 chilometri che si snodava lungo i rilievi appenninici.
Il feldmaresciallo Albert Kesselring, il comandante supremo di tutte le forze tedesche in Italia, intendeva con essa proseguire la sua tattica della ritirata combattuta, già attuata dai tedeschi fin dallo sbarco in Sicilia, per infliggere al nemico il maggior numero di perdite possibili, in modo tale da rallentare e addirittura fermare l'avanzata anglo-americana verso nord, difendendo la pianura Padana e quindi l'accesso al Reich attraverso il passo del Brennero, e l'accesso all'Europa centrale attraverso Trieste e il valico di Lubiana.
Per permettere il superamento di questo ultimo importante baluardo della difesa tedesca le forze alleate composte dall'8ª Armata britannica e dalla 5ª Armata statunitense idearono un piano strategico denominato operazione Olive che prese avvio nell'agosto del 1944: esso tuttavia ebbe solo parzialmente successo in quanto, pur a fronte dello sfondamento delle linee fortificate e della conquista di ampie porzioni di territorio, le forze tedesche (favorite anche dalle condizioni meteorologiche avverse) riuscirono a contenere l'attacco alleato sino a bloccarlo alla fine del 1944. Solo a partire dal 21 aprile 1945, a seguito dell'offensiva alleata di primavera, la linea Gotica venne definitivamente superata.
I tedeschi battezzarono inizialmente questa linea con il nome di «Gotica». Si decise poi di ribattezzarla «Linea Verde» (Grüne Linie), per volere dello stesso Adolf Hitler, che temeva le ripercussioni propagandistiche negative qualora il nemico avesse sfondato una linea dal nome emblematicamente collegato alla popolazione germanica; nella storia, tuttavia, soprattutto in Italia, questa linea difensiva continuò a essere conosciuta con il nome di «Gotica» o «dei Goti».

## Contesto strategico
Dopo la conquista di Roma da parte della 5ª Armata statunitense del generale Mark Clark il 4 giugno 1944, i comandi degli Alleati si trovarono nella situazione di dover continuare l'inseguimento dei tedeschi a nord della capitale, benché fin da subito si capì che le forze anglo-americane avevano ormai perso slancio e coordinazione. Con ogni probabilità il comandante del 15º Gruppo d'armate nel Mediterraneo, generale Harold Alexander, perse l'opportunità di infliggere ai tedeschi una sconfitta schiacciante, soprattutto perché il terreno che si estendeva da Roma fino alla Toscana era molto più aperto e adatto alla guerra corazzata. E se Alexander possedeva quattro divisioni corazzate perfettamente equipaggiate, la supremazia aerea e abbondanti scorte di carburante e munizioni, il feldmaresciallo tedesco Albert Kesselring aveva sotto il suo comando forze disorganizzate, scarsamente mobili e in condizioni d'inferiorità numerica come non era mai successo durante la campagna d'Italia.
La completa distruzione delle forze tedesche non avvenne non tanto perché i generali alleati si distrassero dal fascino di Roma, ma perché da un punto di vista logistico la città era una strozzatura che danneggiava le linee di comunicazione alleate. Vi erano poche strade che dovevano provvedere al rifornimento di troppi militari, e spesso lungo queste direttrici regnavano ingorghi e caos che fecero il buon gioco delle retroguardie tedesche, le quali riuscirono a ritardare e ostacolare l'avanzata di un nemico che si rivelò comunque troppo prudente. Inoltre le forze di fanteria alleate, dall'inizio dell'operazione Diadem, avevano pagato un pesante tributo di sangue: le compagnie di fucilieri britanniche e canadesi avevano perduto circa il 30% dei loro effettivi tra morti e feriti, mentre gli statunitensi registrarono perdite ancora più alte, calcolabili all'incirca intorno al 40%. Ma il prezzo più alto venne pagato dai polacchi del II Corpo di Władysław Anders, i quali durante gli scontri per la conquista dell'abbazia di Montecassino subirono perdite del 43%; quasi un fuciliere su due era morto o ferito.
Tuttavia la strategia globale degli Alleati non avrebbe potuto essere meglio sincronizzata, né l'operazione Diadem così ingiustamente ricompensata. Quando scattò l'operazione Overlord il 6 giugno, le forze tedesche in Italia erano in piena ritirata: la 14ª Armata tedesca era stata messa in fuga e la 10ª era stata ricacciata indietro con gravi perdite di uomini e materiali. Quattro divisioni tedesche di fanteria erano state ridotte a semplici quadri, rendendo necessario ritirarle per poterle ricostituire, mentre la 1ª Divisione paracadutisti e le sei divisioni mobili presenti a sud di Roma erano state ridotte a mal partito. L'istintiva reazione dell'OKW all'operazione Diadem fu quella di prodigarsi immediatamente in aiuto di Kesselring nonostante l'imminente minaccia di Overlord. Durante le settimane successive allo sfondamento della linea Gustav, Kesselring ricevette quattro nuove divisioni e un certo numero di potenti reparti corazzati e di artiglieria: la 16ª Divisione corazzata SS ritornò in Italia dall'Ungheria, dalla Danimarca e dai Paesi Bassi arrivarono due divisioni della Luftwaffe, rispettivamente la 19ª e la 20ª Divisione, la 42ª Divisione Jäger venne spostata in Italia dalla Slovenia, mentre dalla Francia arrivò un reggimento corazzato.
Il generale Alexander si trovava dunque in una situazione strategica molto favorevole e aveva brillantemente conseguito il primario obiettivo di distruggere il maggior numero di forze nemiche in Italia; ma egli sapeva che prima della fine di giugno avrebbe dovuto cedere ben sette divisioni, comprese tutte le combattive truppe francesi che si erano comportate egregiamente durante lo sfondamento della Gustav, per fornirle alla prevista operazione di sbarco anfibio in Provenza (operazione Anvil). A marzo 1944 la programmazione dell'operazione Anvil fu definitivamente imposta dai comandi statunitensi, nonostante le rimostranze britanniche emerse già alla fine del 1943 durante le conferenze interalleate al Cairo e a Teheran. Al termine dell'offensiva primaverile contro la Gustav, la campagna d'Italia sarebbe passata in secondo piano e gli sforzi si sarebbero concentrati nell'operazione Anvil in qualità di azione diversiva su ampia scala per aiutare Overlord. Durante l'inverno e la primavera 1944 l'interesse per questo piano passò parzialmente in secondo piano sia a Londra che a Washington, essendo l'attenzione tutta rivolta sui combattimenti in corso in Normandia, ma nel mentre il comandante supremo alleato nel Mediterraneo, Henry Maitland Wilson, propose agli alleati statunitensi alcuni piani che combaciavano con le intenzioni di Washington di aprire un nuovo fronte in Francia utilizzando truppe prelevate dall'Italia.
L'armonia che durante le conferenze di fine 1943 si era incrinata ora sembrava dunque ristabilita, ma il 6 giugno Alexander sconvolse i piani di Wilson proponendo un nuovo piano che collimava soprattutto con i desideri di Winston Churchill e dei capi di stato maggiore britannici ma che per gli statunitensi erano anatema. Alexander dichiarò che il suo obiettivo primario era quello di «completare l'annientamento delle forze armate tedesche in Italia e di costringere il nemico ad attingere il più possibile alle sue riserve, mettendomi così in grado di fornire all'invasione occidentale il massimo aiuto che le mie armate siano capaci di dare». Egli affermò che le armate di Kesselring erano state così duramente provate che non sarebbero state in grado di mantenere la linea Gotica senza far affluire da altre zone da otto a dieci divisioni fresche. All'opposto lui aveva due armate perfettamente organizzate, abili ed esperte, capaci di condurre operazioni su vasta scala in stretta collaborazione e che potevano contare sull'appoggio delle numerose forze aeree del Mediterraneo.
Alexander stimò che, se gli fosse stato consentito di mantenere in linea le sue armate, avrebbe raggiunto Firenze nella seconda metà di luglio e avrebbe attaccato la Gotica, qualora Kesselring fosse riuscito effettivamente ad occuparla, per il 15 agosto. Tali date furono il frutto della relazione del capo di stato maggiore di Alexander, John Harding, il quale aveva prodotto uno studio molto dettagliato delle posizioni vulnerabili sulla linea Gotica. Furono individuate tre zone dove attaccare: sulla costa occidentale, avanzando da Pisa verso Genova lungo un tragitto che però era molto tortuoso; sulla costa orientale, dove i monti erano più bassi ma dove le strade e i corsi d'acqua correvano in senso trasversale rispetto alle direttrici d'avanzata; e infine al centro degli Appennini settentrionali, dove le montagne erano alte e scoscese ma erano presenti buone strade che correvano lungo le valli che dalla zona di Firenze portavano direttamente a Bologna e nella valle del Po.
In questo punto l'approntamento delle difese tedesche risultavano a uno stadio meno avanzato, e se Alexander avesse potuto tenere per sé le abili truppe francesi sarebbe stato possibile espugnare la Gotica nel suo punto più debole, e quindi sfondare nella valle del Po e suggellare la definitiva sconfitta delle forze tedesche in Italia senza dover attendere le eventuali decisioni per Anvil. Secondo Alexander vi erano quindi solo due alternative: accettare il suo piano, oppure fermarsi sulla linea Pisa-Rimini onde disimpegnare truppe per altri teatri operativi, perdendo quindi l'occasione di schiacciare le forze tedesche verso le Alpi prima che Hitler inviasse i rinforzi. Inoltre così facendo la Germania avrebbe perso le risorse industriali del nord Italia e ceduto aeroporti molto vicini ai confini del Reich, mentre gli Alleati avrebbero potuto minacciare il valico di Lubiana e quindi Vienna.

### Le decisioni degli Alleati
Gli statunitensi però non cedettero dalle loro posizioni, e accettarono le tre proposte originarie di Wilson per Anvil: uno sbarco anfibio nel golfo di Biscaglia, un assalto alla Francia meridionale o un assalto all'estremità settentrionale dell'Adriatico per aiutare l'avanzata di Alexander oltre il Po. Poiché ogni opzione implicava un grosso sbarco anfibio ogni decisione fu rimandata finché non vi fossero chiare indicazioni sugli sviluppi di Overlord e dell'imponente offensiva estiva sovietica. Nel frattempo il ritiro delle divisioni americane e francesi dall'Italia ebbe inizio, ma Wilson garantì ad Alexander il mantenimento di un numero sufficiente di truppe per consentirgli di serrare rapidamente la linea Pisa-Rimini. Essendo in Europa per rendersi conto in prima persona dello svolgimento dei combattimenti in Normandia, il capo di stato maggiore dell'esercito statunitense George Marshall visitò il comando di Wilson prima di rientrare a Washington, e seppur riconoscendo il punto di vista britannico sottolineò che l'unica cosa che serviva in quel momento alle forze statunitensi erano porti dove sbarcare le cinquanta divisioni che aspettavano negli Stati Uniti di partire per l'Europa nord-occidentale.
Tali divisioni erano destinate in ogni modo alla Francia; in nessun caso sarebbero state impiegate altrove, e secondo Marshall era improbabile che l'OKW inviasse otto/dieci divisioni in Italia come supponeva Alexander. Inoltre egli dubitava che Charles de Gaulle avrebbe acconsentito a spostare alcune delle sue migliori truppe nei Balcani piuttosto che prendere parte alla liberazione della Francia. Ad ogni modo la svolta decisiva si ebbe con l'intervento del Comandante supremo delle forze alleate in Europa, Dwight D. Eisenhower, il quale dichiarò che uno sbarco sulle coste meridionali francesi sarebbe stato il modo migliore per accelerare l'annientamento delle forze tedesche che gli si opponevano nell'Europa nord-occidentale, e con il totale supporto dei capi di stato maggiore statunitensi il piano di Alexander passò in secondo piano e il generale britannico si dovette accontentare di proseguire i suoi obiettivi con truppe limitate.
Il dibattito fu poi elevato a livello politico dalle insistenze di Churchill, che il 28 giugno inviò al presidente degli Stati Uniti Franklin Delano Roosevelt un memorandum in cui criticava velatamente l'apertura di un terzo fronte nel Mediterraneo a favore di un impegno maggiore in Italia. Roosevelt rispose il giorno dopo, confermando che i piani rimanevano immutabili, facendo inoltre pesare l'impossibilità di abbandonare quanto concordato a Teheran con Iosif Stalin, ossia concentrare gli sforzi in un'operazione che impegnasse il nemico nella più vasta scala possibile e con la più grande violenza e continuità, quindi relegando inevitabilmente il fronte italiano in secondo piano rispetto al nuovo fronte francese. L'amarezza di Londra fu acuita dalla notizia che gli statunitensi stavano già provvedendo al ritiro delle proprie truppe dall'Italia, e Alan Brooke consigliò Churchill di cedere per il più vasto interesse dell'unità tra gli Alleati. Il 2 luglio infine i capi di stato maggiore alleati impartirono a Wilson direttive per lanciare verso il 15 agosto l'operazione Anvil con tre divisioni iniziali, più uno sbarco aereo, mentre la battaglia in Italia sarebbe continuata con tutte le forze rimanenti.
Il 5 luglio Alexander e il suo stato maggiore ricevettero la notizia sotto forma di una nuova direttiva, in cui veniva ordinato che Anvil avrebbe avuto la precedenza assoluta su tutte le risorse alleate di terra, mare e aria. Questa decisione, probabilmente non del tutto inattesa, costituì un'amara delusione per i comandi alleati in Italia, ed ebbe un effetto molto profondo nella campagna, che doveva ora trascinarsi con le poche risorse disponibili. Per ragioni politiche era comunque necessario completare la liberazione dell'Italia per impegnare quante più divisioni tedesche possibili e impedire al nemico di continuare a sfruttare le risorse economiche delle industrie della valle del Po. Divenne chiaro che questi erano obiettivi secondari e vaghi; ormai si era sparso troppo sangue perché la campagna venisse abbandonata, ma l'assenza di uno scopo, abbinata alle spaventose condizioni invernali degli Appennini, si sarebbe rivelato un fattore importante nel contenere i problemi disciplinari che in seguito sarebbero sorti.
Una settimana dopo la conquista di Roma il quartier generale del VI Corpo di Lucian Truscott fu ritirato dall'Italia per unirsi alla 7ª Armata del generale Alexander Patch, ossia l'armata incaricata di effettuare l'operazione Anvil. Di conseguenza Truscott decise di ritirare immediatamente la 45ª Divisione di fanteria, seguita poi il 17 giugno dalla 3ª Divisione, dalla 36ª il 27 e da due divisioni francesi tra il 24 giugno e la prima settimana di luglio, mentre le altre due divisioni francesi e la maggior parte delle truppe del VI Corpo seguirono più tardi. Il VI Corpo e tre divisioni statunitensi erano ormai perse assieme alle quattro divisioni francesi, mentre il 70% delle forze aeree del gruppo d'armate in Italia e un ingente numero di reparti logistici furono dirottati per Anvil. Il 15º Gruppo d'armate fu ridotto a diciotto divisioni, la 5ª Armata fu ridotta a sole cinque divisioni, mentre i tedeschi assunsero l'atteggiamento che Alexander aveva previsto. Hitler aveva ordinato a Kesselring di tenere la linea Gotica, e in aggiunta alle quattro divisioni già inviate a rinforzare il suo Gruppo d'armate C Kesselring stava per ricevere altre tre divisioni destinate originariamente al fronte russo, e una dal fronte russo stesso. Sicché mentre Alexander perdeva sette divisioni e una vasta parte delle forze aeree, Kesselring vedeva le sue unità aumentare di otto divisioni, oltre a sostanziosi rinforzi atti a riportare in organico le sue malconce divisioni.

### La situazione dei tedeschi
Mentre Alexander si trovava nella stessa situazione dell'autunno 1943, quando le prime sette divisioni veterane gli erano state sottratte proprio mentre Roma sembrava a portata di mano, parallelamente anche Kesselring si ritrovò nella stessa situazione che incontrò nella tarda estate del 1943, quando l'Italia era uscita dal conflitto e gli Alleati erano sbarcati a Salerno. Adesso come allora aveva due problemi da risolvere: come stabilizzare un fronte continuo attraverso la penisola e come guadagnare tempo per creare una nuova posizione difensiva sulla quale resistere per il prossimo inverno. Stavolta la grande differenza era che non si era alla fine, bensì all'inizio dell'estate, e ciò lo costringeva ad affrontare una ritirata combattuta su terreno asciutto e contro due armate esperte e vittoriose. Il problema più impellente per il feldmaresciallo tedesco fu quello di rialzare il morale della 14ª Armata sonoramente battuta dallo sfondamento di Anzio. Dopo la caduta di Roma Kesselring sostituì il generale Eberhard von Mackensen, indicato come responsabile del mancato coordinamento tedesco contro la testa di ponte di Anzio, con il generale Joachim Lemelsen, e nel settore della 14ª Armata vennero inviati cospicui rinforzi. A causa del terreno aperto e ondulato che si estendeva a ovest del Tevere, Kesselring ritenne opportuno puntellare l'armata di Lemelsen con la 26ª Divisione corazzata e la 29ª e 90ª Divisione panzergrenadier provenienti dalla 10ª Armata, in modo tale da opporre un'efficace resistenza alla 5ª Armata statunitense; questa in quel momento era nettamente più forte della sua controparte britannica, che al contrario poteva essere facilmente contenuta dalle retroguardie della 10ª Armata sfruttando anche il terreno più impervio del versante adriatico.
Nel progettare l'azione ritardatrice, Kesselring stimò che le difficoltà logistiche avrebbero rallentato l'avanzata alleata, sempre che egli nel ritirarsi avesse distrutto strade e ferrovie a sufficienza. Sebbene a nord di Roma la penisola si allargasse, vi era una posizione difensiva che correva da est a ovest attraverso il lago Trasimeno, e che egli considerava sufficientemente a nord per dare tempo alle sue divisioni di riprendere l'equilibrio e ai suoi genieri la possibilità di effettuare una metodica distruzione delle direttrici logistiche. A nord della linea del Trasimeno Kesselring avrebbe adottato nuovamente la tattica di retrocedere attraverso una serie di posizioni ritardatrici fino a raggiungere il fiume Arno, sul quale avrebbe opposto l'ultima resistenza prima di ritirarsi lentamente sulla linea Gotica, che egli sperava di tenere per l'inverno.
Per impedire l'accerchiamento della 10ª Armata dopo che gli Alleati avevano compiuto la loro importante puntata a nord di Roma, il XIV Corpo di Fridolin von Senger, che si era comportato egregiamente durante i lunghi e duri combattimenti di Cassino, fu spostato a est del Tevere per difenderne i punti di attraversamento e per fungere da legame tra le due armate tedesche. Questa azione valse a contenere la penetrazione alleata tra Subiaco e Tivoli il 6 giugno; due giorni dopo vennero efficacemente difesi gli attraversamenti sul fiume a Orte, mentre per il 9 giugno si era costituito a Orvieto un forte concentramento di truppe. Il 12 giugno il corpo di von Senger fu ufficialmente spostato alle dipendenze della 14ª Armata, con disappunto dello stesso generale il quale si trovò a guidare divisioni di terz'ordine, mentre le sue vecchie divisioni passarono alle dipendenze del I Corpo paracadutisti che aveva ai suoi ordini l'ala sinistra della 14ª Armata. Il comando di von Senger fu quindi spostato tra questo corpo e il LIV corpo d'armata che presidiava la costa tirrenica. La Germania stava ormai raschiando il fondo del barile, e le unità poste al comando di von Senger erano costituite da rincalzi e uomini che non avevano ancora preso parte a combattimenti terrestri: la 19ª e la 20ª Divisione da campo della Luftwaffe, formate da meccanici e altri specialisti che non avendo più aerei di cui occuparsi erano stati trasformati in fanteria; la 356ª Divisione, che si trovava in Italia da maggio dove però aveva svolto solo attività di addestramento e difesa costiera nella zona di Genova; la 162ª Divisione di fanteria turcomanna, fino ad allora utilizzata solo in azioni nelle retrovie, composta per tre quarti da prigionieri di guerra delle ex-repubbliche sovietiche di discutibile spirito combattivo.

### L'inseguimento verso la Gotica
L'inseguimento alleato a nord di Roma iniziò alle prime luci del 5 giugno. La valle del Tevere costituiva grosso modo la linea di demarcazione fra la 5ª e l'8ª Armata e fra le due armate tedesche che esse stavano inseguendo. Nel settore statunitense il VI Corpo fu lanciato lungo la statale nº 1 lungo la costa, dove occupò Civitavecchia il 7 giugno, mentre il II Corpo lungo la statale nº 2 si dirigeva verso Viterbo che fu occupata il 9 giugno. Entrambi i corpi statunitensi incontrarono pochissima resistenza, dopodiché in vista di Anvil il VI Corpo fu sostituito dal neo-costituito IV Corpo d'armata di Willis D. Crittenberger giunto in Italia nel mese di marzo, mentre il II Corpo fu temporaneamente sostituito dal Corpo di spedizione francese e posto in riserva. L'8ª Armata nel frattempo incontrò grosse difficoltà ad aprire la via alle due divisioni corazzate del XIII Corpo d'armata che attendevano di lanciarsi all'inseguimento del nemico: la 6ª Divisione corazzata sudafricana iniziò ad avanzare lungo la statale nº 3 solo il 6 giugno, e in serata raggiunse Civita Castellana per poi trovare una forte opposizione da parte della Divisione "Hermann Göring" vicino a Monterotondo; nel mentre la 6ª Divisione corazzata britannica iniziò ad avanzare lungo la statale nº 4, con la 4ª Divisione di fanteria britannica in appoggio alle divisioni corazzate. Nonostante la resistenza della "Hermann Göring" e della 15ª Divisione panzergrenadier che diede filo da torcere ai soldati britannici nei pressi di Palombara, i soldati dell'8ª Armata fecero significativi progressi tanto che la divisione sudafricana al mattino del 7 giugno era avanzata di circa 55 chilometri.
Il 7 giugno Alexander diramò gli obiettivi per le due armate, ordinando all'8ª Armata di avanzare fino alla linea Firenze-Bibbiena-Arezzo e alla 5ª Armata di avanzare sulla zona di Pisa-Lucca-Pistoia. Per sfruttare al massimo il tempo a sua disposizione prima di dover subire il prelievo di truppe per l'inizio dell'operazione Anvil, Alexander ordinò a entrambi i comandi delle due armate di correre «rischi estremi» pur di inseguire il nemico prima che questo potesse riprendere fiato. Per i successivi dieci giorni l'avanzata delle armate alleate fu rapida, ma con il trascorrere dei giorni vi fu un notevole irrigidimento della resistenza tedesca. Kesselring riuscì a prevedere la tattica degli alleati durante la loro avanzata in Italia, e nonostante le sue divisioni risultassero fortemente provate lo spirito combattivo non era diminuito. Secondo il generale tedesco gli Alleati non seppero sfruttare l'impiego dell'aviazione, sia contro i facili obiettivi di prima linea sia nelle retrovie, non riuscirono a sostenere adeguatamente le formazioni partigiane italiane nel nord Italia con il lancio di truppe aviotrasportate dietro le linee di combattimento e non effettuarono sbarchi di carattere tattico alle spalle del fronte tedesco. Così quando il XIV Corpo di von Senger completò il suo posizionamento all'altezza del lago di Bolsena, Kesselring si decise a frenare più energicamente i movimenti di arretramento per ridurre gradualmente la spinta alleata con una difesa combattuta. Nonostante venisse ammonito frequentemente dal comando supremo di limitare l'abbandono di terreno, Kesselring rimase generalmente libero di agire secondo necessità, anche dopo che a inizio luglio fu richiamato per tale motivo dallo stesso Hitler. Dopo essersi recato direttamente al quartier generale del Führer, Kesselring riuscì a convincerlo della necessità di ritirarsi ordinatamente fino ad arrestare l'avanzata degli Alleati sugli Appennini, e così facendo durante il prosieguo della campagna al feldmaresciallo tedesco fu accordata ampia libertà d'azione e comando.
La 5ª Armata continuò a utilizzare il IV Corpo e il Corpo di spedizione francese di Alphonse Juin lungo le statali nº 1 e 2, mentre l'8ª Armata portò il X Corpo britannico sul fianco orientale del XIII Corpo per continuare a premere in direzione nord-ovest, mirando a superare sui due lati il lago Trasimeno per occupare l'importante nodo ferroviario di Arezzo. Il 20 giugno entrambe le armate alleate si trovarono di fronte alla linea del Trasimeno, dove il IV Corpo incontrò una forte resistenza sul fiume Ombrone, il Corpo francese fu contrastato sul suo tributario, il fiume Orcia, mentre il XIII Corpo britannico fu fermato davanti a Chiusi; il X Corpo, dopo aver conquistato Perugia, fu costretto a fermarsi a est del Trasimeno. Sulla costa adriatica il V Corpo continuò a seguire il nemico in ritirata penetrando a Pescara e Chieti (vecchi obiettivi del fallito attacco sul Sangro di Montgomery), quando il fronte fu preso in consegna dal II Corpo polacco che avanzò ancora sul fiume Chienti, estensione della linea del Trasimeno nel settore adriatico, che raggiunse il 21 giugno. L'inseguimento si era quindi concluso sulla linea del Trasimeno, un ostacolo temporaneo allestito dai tedeschi che costrinse gli Alleati a raggrupparsi e a riorganizzarsi per un attacco decisivo che fece perdere loro tempo e uomini. Ci vollero tre settimane per avanzare di 72 chilometri.
Nel frattempo Kesselring poté usufruire dei rinforzi promessi: la 34ª Divisione di fanteria cominciò ad arrivare dal fronte orientale e assieme alla 16ª Divisione SS Panzegrenadier si posizionò a tergo del XIV Corpo, giusto in tempo per far sentire il suo peso e infliggere le prime gravi perdite al IV Corpo statunitense quando questo tentò di arrivare a Cecina durante i primi assalti alla linea del Trasimeno. Tra il 20 e il 30 giugno le forze alleate ricominciarono a incalzare i tedeschi: i francesi riuscirono a entrare a Siena il 3 luglio, ma non affondarono il colpo consapevoli che il 22 luglio sarebbero stati trasferiti tra le unità che avrebbero partecipato allo sbarco alleato in Provenza (rinominato operazione Dragoon e previsto per il 15 agosto); nel mentre i due corpi britannici (X e XIII) che cercavano di aprirsi la strada ai due lati del Trasimeno dovettero sostenere gli scontri più accaniti contro le veterane divisioni tedesche "Hermann Göring", 15ª Panzergrenadier e 1ª paracadutisti.
Il 1º luglio il IV Corpo entrò a Cecina, mentre i due corpi britannici cominciarono ad avanzare oltre le difese tedesche il 30 giugno, quando si accorsero che i difensori avevano evacuato le loro posizioni. La ritirata di Kesselring fu abbastanza rapida e ben coordinata, e permise ai tedeschi di attestarsi su una nuova linea difensiva che partiva dalla costa occidentale a circa dieci chilometri a nord di Cecina, attraversava Volterra e le alture a sud di Arezzo e giungeva sulla costa orientale a sud di Ancona. I combattimenti su questa linea furono una ripetizione di quelli avvenuti sulla linea del Trasimeno, e anche in questa occasione Kesselring riuscì a tenere impegnati gli Alleati fino al 15 luglio, quando nella notte riprese a ritirarsi lungo una serie di postazioni difensive che disturbavano l'avanzata delle forze nemiche. Talvolta le posizioni tedesche erano facilmente ricacciate indietro e l'avanzata veniva ripresa, ma più spesso occorreva dispiegare forze sempre maggiori di reparti per avere ragione dei difensori, obbligando gli attaccanti a fermarsi anche per due o tre notti. In tal modo le divisioni anglo-americane si stancavano e Alexander vedeva lentamente trascorrere i giorni estivi senza riuscire ad avvicinarsi abbastanza alla linea Gotica, in modo da poter sferrare l'attacco decisivo come aveva programmato. Solo il 4 agosto le divisioni tedesche decisero di indietreggiare sulla linea ritardatrice finale approntata da Kesselring davanti alla Gotica, la linea dell'Arno, che partiva da Pisa, attraversava Firenze e quindi superava gli Appennini per finire sul fiume Metauro. La città di Ancona fu abbandonata e lasciata ai polacchi il 18 luglio e Livorno agli statunitensi il giorno dopo. Il 4 agosto i tedeschi si ritirarono dalla sponda nord dell'Arno solo dopo aver fatto saltare tutti i ponti di Firenze, eccetto Ponte Vecchio che bloccarono demolendo le case poste alla sua estremità e non abbastanza solido per reggere il traffico pesante. Da parte alleata era giunto il momento di raggrupparsi e prepararsi per la battaglia della linea Gotica, che adesso si estendeva ad appena 25 chilometri davanti a loro.

## Le forze in campo

### Alleati
Prima dell'attacco alla linea Gotica, le forze alleate erano calcolabili in 19 divisioni di fanteria e 5 divisioni corazzate, più tre divisioni di rincalzo. Il necessario ri-coordinamento delle truppe assegnò alla 5ª armata del generale Mark Clark, rimasta pesantemente sguarnita, le seguenti unità: il XIII corpo britannico comandato dal generale Sidney Kirkman e composto dalla 6ª divisione corazzata, dalla 1ª divisione di fanteria indiana e dalla 8ª divisione indiana, appoggiate da una brigata corazzata canadese e successivamente dalla 78ª Divisione britannica. Della 5ª armata facevano parte anche il II e il IV corpo statunitensi, comandati rispettivamente dai generali Geoffrey Keyes e Willis D. Crittenberger, ai quali furono aggiunte a settembre la 6ª divisione corazzata sudafricana e il contingente brasiliano della Força Expedicionária Brasileira, ad ottobre la 92ª divisione di fanteria statunitense, e a novembre la 10ª divisione da montagna sempre proveniente dagli Stati Uniti.
Mentre il settore occidentale dal mar Tirreno fino a Firenze era tenuto dalla 5ª armata statunitense, il settore orientale era invece sotto il controllo dell'8ª armata britannica al comando di sir Oliver Leese, composto dal X corpo d'armata al comando del generale Richard McCreery e dal V corpo al comando del tenente generale sir Charles Keightley, forte di ben 5 divisioni pronte ad avanzare verso Bologna e Ferrara, alle quali si sarebbero successivamente aggiunte la 2ª divisione neozelandese e una brigata greca da montagna. Infine vi erano il I corpo canadese e II corpo polacco, concentrati nell'area pianeggiante tra gli Appennini e il mare Adriatico, il primo al comando del tenente generale Eedson Burns e diretto verso le alture a ovest di Pesaro e il secondo comandato dal generale polacco Władysław Anders con il compito di occupare il terreno sopraelevato a nord-ovest di Pesaro. Gli Alleati godevano di una completa supremazia aerea, assicurata dai circa 2900 aerei in dotazione alle due armate.
Importante fu anche l'apporto di reparti italiani: dopo l'8 settembre 1943 l'esercito andò a riorganizzarsi più o meno autonomamente, in parte dichiarandosi fedele al Governo del sud e in parte andando a rinforzare il movimento resistenziale nel nord Italia. Entrambi gli eserciti quindi disponevano di reparti italiani; l'8ª Armata fu integrata dai combattenti del Primo Raggruppamento Motorizzato che poi divenne Corpo Italiano di Liberazione (CIL) e infine fu riorganizzato nei Gruppi di Combattimento, forti di 36000 uomini, che combatterono duramente a fianco degli Alleati sulla Gustav e poi sulla Gotica. Altri 20000 soldati italiani invece erano impegnati importanti incarichi ausiliari, come assicurare i rifornimenti nel pantano della Gotica appenninica nell'inverno 1944-1945, organizzati nei cosiddetti "reparti BRITI" (BRitish Italian Troops) e "USITI" (United States Italian Troops), in effetti militari addetti al supporto logistico. Si aggiungevano poi, circa 150000 uomini delle divisioni ausiliarie e di sicurezza interna per il presidio dei territori liberati più, direttamente inquadrati nelle forze alleate, i partigiani della Brigata Maiella.
Si stima che nell'estate del 1944 vi fossero circa 30-50000 partigiani attivi nei movimenti di resistenza sulle montagne della Toscana e dell'Emilia-Romagna, divisi in formazioni di varia consistenza che parteciparono a combattimenti sulla Gotica. Nel settore dell'8ª Armata la Brigata Maiella, la 5ª Divisione Pesaro, la 29ª Brigata GAP "Gastone Sozzi", l'8ª Brigata Garibaldi "Romagna" e la 28ª Brigata Garibaldi "Mario Gordini" appoggiarono l'armata britannica, mentre la 5ª Armata fu appoggiata dalla 36ª Brigata Garibaldi "Alessandro Bianconcini", dalla 62ª Brigata Garibaldi "Camicie Rosse-Pampurio", dalla Brigata Partigiana Stella Rossa, dalla Divisione Modena-Armando, dal battaglione Patrioti XI Zona e dalla Divisione Lunense, poi "Apuania". Non va dimenticato che i termini brigata e divisione in ambito partigiano non indicavano reparti equivalenti a quelli regolari per consistenza numerica e tanto meno per armamento.

### Tedeschi

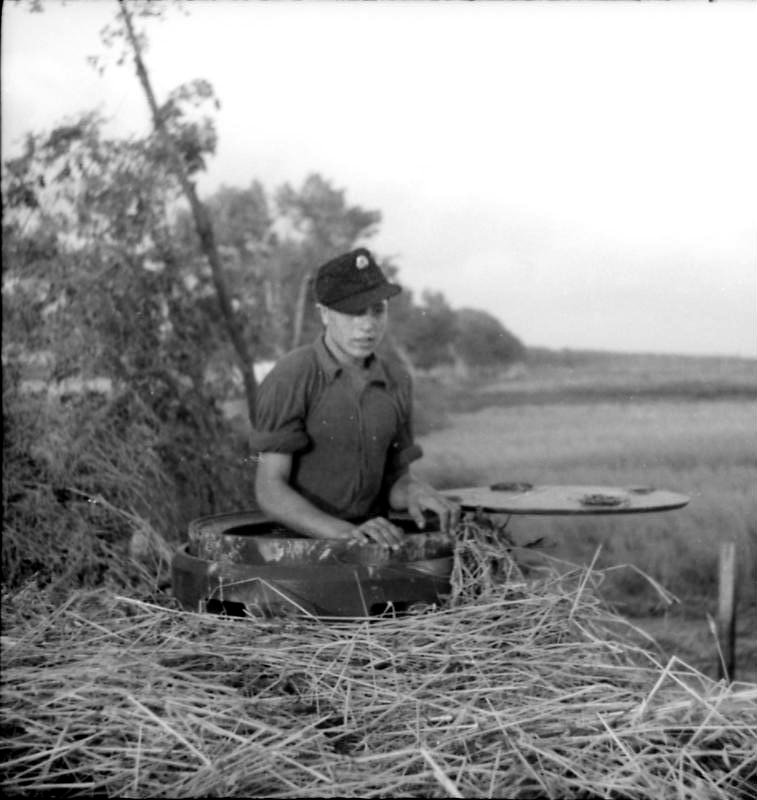
Giovane carrista tedesco posizionato nella torretta mimetizzata di un Panzer V Panther Ausf.D.

Durante l'estate del 1944, sotto la pesante pressione alleata, le divisioni del feldmaresciallo Kesselring, raggruppate nel gruppo d'armate C, si ritirarono da Roma a Firenze perdendo circa 38000 uomini tra morti, feriti e dispersi e circa 9500 prigionieri, lasciando inoltre sul campo 306 pezzi d'artiglieria e 300 carri armati. Nonostante la gravità di simili perdite per un esercito provato dalla scarsità di approvvigionamenti, i tedeschi riuscirono a riorganizzarsi sfruttando, oltre la loro efficienza, anche gli errori tattici degli alleati, che dopo lo sfondamento della linea Caesar e di Anzio non cercarono di accerchiare le forze tedesche in ritirata, permettendo loro di ripiegare sulla linea difensiva dell'Arno prima di arretrare definitivamente verso la Gotica.
Kesselring, dopo alcuni spostamenti e rinforzi, poté disporre sulla Gotica circa 19 divisioni, tutte in gran parte rimaneggiate e incomplete, raggruppate in due armate: la 10ª armata a est, comandata dal generale Heinrich von Vietinghoff e formata dal LXXVI corpo (generale Traugott Herr) e il LI corpo da montagna (generale Valentin Feuerstein); la 14ª armata a occidente, posizionata in difesa degli Appennini centrali e della riviera di Levante, comandata dal generale Joachim Lemelsen e formata dal I corpo paracadutisti e dal XIV corpo corazzato con in riserva la 29ª Panzergranadier e la 20ª divisione campale della Luftwaffe. Nei cieli una flotta di circa 90 caccia italo-tedeschi, 45 ricognitori e 35 Stuka era tutto quello che le forze dell'Asse potevano schierare contro i quasi 2900 aerei alleati.
Nelle immediate retrovie tirreniche era schierata l'Armata Liguria del Maresciallo d'Italia Rodolfo Graziani, di composizione mista italo-tedesca, di cui facevano parte la 3ª Divisione fanteria di marina "San Marco", la 4ª Divisione alpina "Monterosa" e la 1ª Divisione bersaglieri "Italia" della RSI, addestrate in Germania e rinviate a combattere in patria. Sul fronte dell'Adriatico vi erano poi altri reparti dell'esercito della RSI, con la Legione "M" Guardie del Duce e il battaglione Mameli dell'8º Reggimento bersaglieri "Manara", rinforzate in dicembre dal battaglione "Lupo" della Xª Divisione MAS.

## I preparativi all'attacco
Il 4 agosto, lo stesso giorno in cui i tedeschi si ritirarono formalmente oltre l'Arno, Alexander e Harding si incontrarono con Oliver Leese all'aeroporto di Orvieto-Castel Viscardo per discutere i piani futuri; tutti i progetti redatti in precedenza furono accantonati e venne deciso di cambiare l'intero piano d'operazioni da svolgere in Italia. La perdita delle truppe francesi da montagna aveva reso l'attacco nel settore centrale montagnoso della linea Gotica meno praticabile di quanto si fosse supposto inizialmente. La 5ª Armata era ormai ridotta a tal punto che il peso dei combattimenti sarebbe ricaduto sull'8ª Armata, la quale non disponeva di truppe da montagna e che nel condurre le proprie operazioni aveva sempre fatto largo uso nella sua grande superiorità di forze corazzate e di artiglieria. Queste due armi si sarebbero ovviamente trovate in una posizione di svantaggio durante un attacco a postazioni di montagna, e di conseguenza Leese propose di trasferire segretamente tutta l'armata britannica sulla costa adriatica, da dove avrebbe attaccato dove le vette erano più basse. Se fosse riuscito a sfondare e a raggiungere Rimini, le sue forze corazzate si sarebbero trovate di fronte alla pianura Padana e avrebbero potuto combattere per la prima volta su un terreno a loro adatto.
La diversa natura delle due armate, e la poca simpatia che Leese provava per Clark, indussero il generale britannico a elaborare un'operazione su due direttrici separate. Il piano proposto da Leese coincideva con la tecnica dei «due pugni» preferita da Alexander: questi avrebbe prima attaccato con l'8ª Armata, e non appena l'attenzione di Kesselring fosse stata sufficientemente attratta sulla costa adriatica la 5ª Armata avrebbe a sua volta attaccato nella parte sinistra del settore centrale puntando Bologna. Quando poi il feldmaresciallo tedesco avesse tentato di reagire a questa nuova minaccia, l'8ª Armata sarebbe ripartita all'attacco in modo da sbucare nella pianura Padana. 
Nonostante i problemi logistici che comportavano lo spostamento e la riorganizzazione di cospicue forze e materiali fino a quel momento ammassate nei pressi di Arezzo e Firenze, il nuovo piano fu salutato con favore, visto che le prospettive di successo del piano originale erano state alquanto ridotte dalla partenza delle esperte truppe da montagna destinate alla Francia. Leese era anche convinto che assegnando alle due armate obiettivi diversi si sarebbe riusciti a farle funzionare meglio. Persuaso dagli argomenti di Leese, e dal fatto che così l'armata britannica non avrebbe dovuto rivaleggiare con l'armata gemella per accaparrarsi i titoli sulla stampa mondiale, Alexander decise di adottare il nuovo piano. La decisione fu presa sullo stesso aeroporto di Orvieto e gli ordini immediatamente diramati: alla nuova operazione fu dato il nome convenzionale di «Olive».
In realtà parecchi componenti dello stato maggiore dell'8ª Armata non erano favorevoli a un cambiamento del piano, e anzi vi si opposero energicamente: non tanto per la perdita di tutto il duro lavoro compiuto fino ad allora, ma perché si resero conto che invece delle montagne le forze attaccanti avrebbero dovuto superare una serie di fiumi che scorrevano trasversalmente alla direttrice d'attacco. I rilievi che scendevano verso il mare permettevano ai tedeschi di installare perfette posizioni difensive fra i corsi dei numerosi fiumi e dalle quali controllare i punti di attraversamento. Si riteneva inoltre che, qualora i tedeschi si fossero ritirati, la loro linea difensiva sarebbe diventata più corta e più forte. Inoltre Kesselring era avvantaggiato nel poter utilizzare per i suoi spostamenti di truppe una buona strada trasversale, la statale nº 9, che sarebbe servita ai tedeschi come un'eccellente via di collegamento tra i settori delle due armate alleate consentendo di spostare le truppe tra i due fronti in modo molto più rapido di quanto gli Alleati si potessero aspettare. Gli insegnamenti ricavati dalle operazioni del precedente autunno sul Sangro furono messi da parte e offuscati dalla convinzione che la pianura emiliano-lombarda avrebbe permesso un ampio utilizzo manovrato delle forze corazzate, e inoltre le previsioni degli strateghi alleati circa il perdurare del bel tempo si rivelarono decisamente ottimistiche. In ogni caso la regione pianeggiante a nord di Rimini era paludosa e tutt'altro che adatta a una veloce penetrazione di forze corazzate.

Il primo ministro britannico Winston Churchill (al centro) e il generale Alexander (sulla sinistra) assieme ad altri ufficiali inglesi, assistono all'avvio delle operazioni dell'8ª Armata dal castello di Montemaggiore, sul fiume Metauro, 25 agosto 1944.

Il 7 agosto Alexander, il suo capo di stato maggiore Harding e Leese sottoposero il piano al generale Clark, che accettò e a cui fu affidato il XIII Corpo d'armata di Kirkman destinato a reintegrare le truppe spostate in Francia. L'8ª Armata avrebbe attaccato il 25 agosto, mentre l'attacco della 5ª Armata sarebbe cominciato intorno al 1º settembre. Nel frattempo il problema del piano di copertura fu risolto con un doppio bluff, che avrebbe dovuto persuadere i tedeschi della natura spuria dei precedenti concentramenti di truppe sull'Adriatico. La 5ª Armata avrebbe cercato di mettere in evidenza le zone di concentramento della sua artiglieria e dei suoi depositi, aggiungendone di fittizi per attirare l'attenzione sul settore centrale; l'8ª Armata avrebbe fatto l'opposto, ma ciò non sarebbe stato facile in quanto occorreva nascondere enormi quantità di munizioni e portare nella zona all'ultimo momento possibile un gran quantitativo di cannoni e carri. Il II Corpo polacco avrebbe quindi dovuto coprire il concentramento del V Corpo d'armata britannico e del Corpo d'armata canadese, insistendo con la sua avanzata a nord di Ancona verso il Metauro e creandovi alcune teste di ponte. Al momento dell'attacco principale quindi il V Corpo e il Corpo canadese si sarebbero trovati con attraversamenti già pronti, sopravanzando quindi i polacchi e ricacciando indietro i tedeschi che così non avrebbero capito di trovarsi di fronte all'attacco principale, ma solo a una prosecuzione della pressione lungo la costa. Premesso che lo spostamento dell'8ª Armata venisse eseguito in segreto, gli Alleati sul fronte adriatico si sarebbero trovati di fronte a sole due divisioni di fanteria: la 278ª, che stava ritirandosi di fronte ai polacchi ormai da settimane, e la ricostituita 71ª Divisione, che aveva ceduto di fronte al corpo d'armata francese nelle fasi iniziali dell'operazione Diadem. Dietro queste divisioni vi era la temibile 1ª Divisione paracadutisti, ma il resto delle divisioni di Kesselring erano molto più a ovest e quindi impossibilitate a contrattaccare subitamente nel punto in cui Leese intendeva fare breccia.
Gli ordini e i piani furono diramati il 13 agosto, e il D-Day venne fissato per il giorno 25. Ben otto divisioni con il loro seguito di uomini e mezzi furono spostate sul fronte adriatico: dai 60 agli 80000 veicoli si riversano dal 15 al 22 agosto sulle strade dell'Appennino umbro-marchigiano e della riviera adriatica, e i genieri canadesi costruirono un'ulteriore strada carrabile lunga quasi 200 km attraverso Spoleto, Camerino e Macerata per permettere al I corpo canadese di spostarsi sul Metauro, da dove avrebbe attaccato dopo un'azione preliminare prevista per il 19 agosto. Il piano tattico dell'8ª Armata prevedeva un attacco iniziale condotto da tre corpi d'armata affiancati. I polacchi avrebbero occupato Pesaro all'estremità orientale della linea Gotica e quindi si sarebbero spostati in riserva d'armata. I canadesi, con la 1ª Divisione di fanteria e la 5ª Divisione corazzata, avrebbero attaccato al centro mirando alla strada costiera a nord di Pesaro e per poi avanzare lungo di essa per occupare Rimini. Il V Corpo d'armata avrebbe sostenuto il peso principale dell'attacco, avendo ai suoi ordini cinque divisioni, la 4ª, la 46ª e la 56ª Divisione britannica, unite alla 4ª Divisione indiana e alla 1ª Divisione corazzata britannica. Questo corpo avrebbe attaccato attraverso le alture a ovest dei canadesi e mirato a raggiungere la statale nº 9 a ovest di Rimini, nella valle del Po. Il X Corpo avrebbe continuato a tenere il fronte centrale montagnoso fra le due armate mentre il XIII Corpo sarebbe passato alle dipendenze della 5ª Armata, che teneva il settore a nord e a nord-est di Firenze.

### L'offensiva aerea e l'attività partigiana
Quando l'avanzata oltre Roma cominciò ad allargarsi su un fronte di due armate, la Desert Air Force e la 12th Tactical Air Force spostarono la loro zona operativa in avanti per appoggiare direttamente le forze alleate, utilizzando gli stessi confini e stabilendo i propri comandi insieme a quelli delle due armate terrestri. Mentre i bombardieri medi continuavano a dipendere da un comando centralizzato, e continuavano a occuparsi delle vie di comunicazione a nord della linea Pisa-Arezzo-Fano, i cacciabombardieri della Tactical Air Force continuarono la loro opera di interdizione attorno a Firenze. Le brigate caccia di entrambe le forze aeree invece si concentrarono sul traffico costiero nel tratto terminale dell'Adriatico e del mar Ligure, sopra la linea Pisa-Rimini. Queste operazioni furono molto efficaci, e operando in concomitanza con l'avanzata delle truppe alleate i caccia e i cacciabombardieri continuarono i loro attacchi contro i trasporti e le comunicazioni stradali. La 12th TAF il 18 luglio completò il suo spostamento in Corsica per tenersi pronta ad appoggiare l'operazione Dragoon, ma per un certo periodo continuò a sostenere le operazioni nell'Italia nord-occidentale. La Desert Air Force concentrò quindi i suoi sforzi sull'immediato fronte di battaglia, soprattutto contro i centri di rifornimento delle comunicazioni che servivano le posizioni di Kesselring negli Appennini. Fin da metà giugno i comandi delle forze aeree raccomandarono di concentrare gli attacchi contro i ponti sul Po, ma queste operazioni furono prima rese impossibili dal maltempo che imperversò nella seconda metà dello stesso mese, e poi furono sospese su ordine di Alexander che, dopo la battaglia sul Trasimeno, riteneva ancora possibile uno sfondamento a breve scadenza verso la valle del Po, e sperava di conquistare i ponti ancora intatti.
I comandi dell'aviazione sostennero che interrompere le vie di comunicazione di Kesselring era vitale se si voleva sfondare «entro un tempo determinabile», e quando la loro opinione prevalse la responsabilità di queste azioni ricadde interamente sulle spalle delle due forze aeree, che dal 12 luglio iniziarono una serie di attacchi combinati. Vennero quindi messe in atto operazioni contro i ponti a ovest di Piacenza per interrompere il traffico da est a ovest nella pianura Padana a nord del Po. Il 20 luglio le interruzioni della rete ferroviaria nel nord Italia erano circa novanta; dopo il 26 luglio tutti i ponti sul Po a est di Torre Beretti furono distrutti; il 4 agosto Genova era isolata e tutte le linee ferroviarie da e per Milano erano tagliate o danneggiate. Questi risultati furono ottenuti quasi esclusivamente con i bombardieri medi della 12th TAF, dato che i cacciabombardieri si rivelarono utili quasi esclusivamente contro materiale rotabile e trasporti su strada. Questo programma di bombardamento creò indubbiamente seri problemi alle forze armate tedesche, ma non fu determinante. Unità di manodopera italiane furono obbligate a lavorare continuamente per il ripristino delle vie di comunicazione e la riparazione dei ponti, aumentò il numero di ponti di barche, e sul Po furono costruiti oltre cinquanta punti di attraversamento mediante imbarcazioni navetta. In queste operazioni Kesselring fu parecchio avvantaggiato dalla sosta di sei settimane circa imposta da Dragoon, e alla fine di luglio il generale Ira C. Eaker, il comandante in capo del Mediterranean Allied Air Forces (MAAF), completò il trasferimento dell'intera 12th TAF nella Francia meridionale al seguito immediato della 7ª Armata. Quando poi nell'autunno lo slancio delle truppe alleate in Italia perse consistenza, i comandi statunitensi prospettarono addirittura il ritiro dall'Italia anche della Fifteenth Air Force, che dalle basi di bombardieri pesanti a Foggia operava contro il cuore della Germania, e solo la mancanza di strutture adeguate in Francia fece sì che i bombardieri strategici rimanessero in Italia.
La caduta di Roma aveva inferto un duro colpo al governo repubblicano di Benito Mussolini che si era stabilito a Salò, sul lago di Garda. Ovunque gli Alleati erano accolti come liberatori mentre le amministrazioni e le autorità locali fasciste si dileguarono, lasciando agli Alleati il compito di provvedere alla popolazione e all'ordine pubblico. Parallelamente all'avanzata alleata, i gruppi partigiani che operavano contro le comunicazioni tedesche si fecero sempre più audaci, e i tedeschi si resero conto che la possibilità di conservare il controllo sociale del nord Italia dipendeva non tanto dalla linea Gotica, ma soprattutto dalle condizioni dell'Italia settentrionale, dove aleggiava lo spettro della guerra civile e dove il numero di effettivi tra le file partigiane crebbe da qualche migliaia di uomini a circa 100000 unità. Durante questo periodo i tedeschi subirono grosse perdite a causa delle azioni partigiane; Kesselring stimò che tra il giugno e l'agosto 1944 i soldati tedeschi uccisi e dispersi fossero tra i 5 e gli 8000 e altrettanti furono i feriti, e sempre per ammissione dello stesso feldmaresciallo le perdite tedesche furono sicuramente maggiori di quelle subite dai partigiani. Inoltre le operazioni di sabotaggio alle installazioni militari, ai depositi di carburante e alle comunicazioni di tutti i generi si fecero sempre più intense, tanto che Kesselring fu costretto a diramare ai primi di agosto nuovi ordini, sempre più duri, per reprimere l'attività partigiana. Il feldmaresciallo diede disposizioni affinché le sue truppe usassero qualunque mezzo «senza restrizioni (anche contro donne e bambini)» e autorizzò l'arresto di parenti e amici di persone sospettate di attività partigiana. Fu bandito l'utilizzo delle biciclette, vennero chiuse le centraline telefoniche e tutti gli uomini tra i 17 e i 45 anni furono regolarmente rastrellati e inviati a lavorare in Germania. Si iniziò poi a fucilare gli ostaggi, meglio se noti comunisti scelti dalle milizie fasciste, e in tutti i casi di «grave violenza commessa contro i soldati tedeschi, si procederà all'impiccagione di un adeguato numero di ostaggi. [...] E dopo che i corpi saranno rimasti esposti per dodici ore, la popolazione riceverà l'ordine di seppellirli senza cerimonie funebri e senza l'assistenza di un sacerdote». Il 20 luglio, dopo il fallito attentato a Hitler, Mussolini si recò alla Tana del Lupo in Prussia orientale per incontrare il führer, con il quale concordò, oltre al ritorno in Italia delle quattro divisioni repubblichine che avevano terminato il loro periodo di addestramento in Germania, anche la creazione di una nuova formazione di milizie armate, le Brigate nere. Queste formazioni, nate dall'idea di Alessandro Pavolini, nacquero il 26 luglio e furono inquadrate come milizia del rinnovato Partito Fascista Repubblicano, con compiti che andavano dal mantenimento dell'ordine pubblico, alla difesa della Repubblica Sociale, alle attività di controterrorismo e antipartigiane. Pavolini sosteneva che fosse inutile combattere i partigiani con truppe del vecchio Regio Esercito, e dello stesso parere fu Mussolini, in quale dichiarò: «Ovunque esista un esercito su suolo nazionale è direttamente rappresentato da nuclei di uomini e ufficiali pronti a disertare e passare dall'altra parte», ed erano quindi necessarie delle «squadre d'azione» come le Brigate nere, ossia uomini affidabili e leali nei confronti del fascismo.
Con l'intensificarsi dell'attività partigiana, tra giugno e settembre gli anglo-americani inviarono ufficiali di collegamento in tutte le regioni d'Italia occupate dai tedeschi. Per i partigiani italiani, che nulla sapevano dell'Allied Force Headquarters (AFHQ) o delle organizzazioni dell'OSS e del SOE presenti nell'Italia meridionale, la collaborazione con questi uomini divenne elemento cardine per comunicare con gli Alleati. Poiché le dislocazioni delle formazioni partigiane erano ancora abbastanza approssimative, gli agenti furono paracadutati «al buio», senza nessuna accoglienza e con il difficile compito di cercare le formazioni partigiane della zona. Il Piemonte, il Veneto e l'Emilia furono oggetto di particolare attenzione da parte dei servizi segreti alleati, i quali ebbero segnalazioni di forti concentramenti partigiani nelle Langhe, negli Appennini e nei settori di confine tra Italia e Jugoslavia, quindi potenzialmente in grado di collegarsi alle forze dell'Esercito Popolare di Liberazione di Tito, che nell'estate del 1944 stavano creando enormi problemi all'esercito tedesco nei Balcani.
Il primo contributo che le missioni alleate diedero allo sviluppo della Resistenza italiana fu quello di rendere possibile il lancio di materiale alle formazioni partigiane, valutandone autonomia ed efficienza militare in modo da razionalizzare l'invio di armi e rifornimenti. Gli ufficiali alleati fornirono inoltre i collegamenti radio necessari affinché le operazioni partigiane potessero essere coordinate con quelle delle truppe regolari, e diedero appoggio nell'addestramento dei partigiani nelle operazioni di sabotaggio con l'istituzione di vere e proprie scuole per insegnare il corretto utilizzo di esplosivi e le tecniche di demolizione, poi efficacemente utilizzate in operazioni congiunte. Ovviamente gli agenti si trovarono a dover collaborare con formazioni partigiane politicamente non omogenee e in competizione tra loro, che a volte portarono a episodi di forte contrapposizione, ma nel complesso la situazione era diversa da quelle riscontrate in Grecia e Jugoslavia, soprattutto perché (almeno formalmente) tutte le formazioni operavano all'interno del quadro unitario che aveva il suo vertice nel Comitato di Liberazione Nazionale Alta Italia (CLNAI) e nel Corpo volontari della libertà (CVL), all'interno dei quali erano rappresentati tutti i partiti antifascisti, e per la presenza sul territorio nazionale di un governo legittimo di cui facevano parte gli stessi partiti politici. Ciò fu un elemento positivo per i servizi segreti, i quali speravano così di poter evitare conflitti tra le diverse formazioni e allo stesso tempo farle collaborare mantenendone l'unità soprattutto con la gestione dei lanci di materiali oltre le linee nemiche. Buona parte di questa omogeneità si dovette soprattutto al PCI, che scelse una via diversa rispetto agli omologhi partiti nei Balcani, escludendo la possibilità di una contrapposizione diretta con le altre forze politiche. Fondamentale fu a questo proposito la cosiddetta «svolta di Salerno», con la quale Palmiro Togliatti, su indicazione di Mosca, impose la collaborazione delle forze comuniste con le altre forze antifasciste.
Ma per gli Alleati fu chiaro fin da subito che rifornire le formazioni sarebbe stato difficile e rischioso. Le lunghe distanze che dovevano percorrere gli aerei e le avverse condizioni atmosferiche di giugno furono i fattori che tennero basso il tasso di successo di tali operazioni, e in numerose occasioni i servizi segreti lamentarono che la scarsa disponibilità di velivoli stesse danneggiando seriamente lo svolgimento delle operazioni. Al 15 agosto era stato possibile lanciare solo 69 delle 300 tonnellate stabilite per quel mese, e durante una riunione dello Special Operation Meeting un rappresentante del Mediterranean Allied Air Forces fece presente che le difficoltà di rifornimento andavano imputate alla priorità assegnata all'operazione Dragoon e alle operazioni di soccorso della Resistenza polacca che stava tentando di insorgere a Varsavia. Solo dopo che lo stesso William Joseph Donovan ottenne da Wilson il permesso di utilizzare l'885º Squadrone statunitense di stanza ad Algeri per le operazioni a favore della Resistenza le cose migliorarono, ma la percentuale di insuccessi si mantenne comunque alta, intorno al 40%, e ciò fu rilevato indirettamente anche dallo stesso comando tedesco. Kesselring stesso rilevò come gli Alleati non seppero appoggiare e sostenere nel migliore dei modi le azioni partigiane, le quali avrebbero potuto contrastare più efficacemente i rifornimenti dei tedeschi nella zona appenninica mentre questi stavano compiendo il loro assestamento sulla Gotica.

## L'assalto alla linea Gotica

### Scatta l'operazione Olive
(Generale Oliver Leese)

Carri Sherman e soldati inglesi appostati nell'erba, sulla riva destra del fiume Foglia, agosto 1944.

L'offensiva di Alexander si aprì sotto buoni auspici, il 25 agosto, dieci giorni più tardi del previsto. I tedeschi furono colti di sorpresa, in quanto le cinque divisioni del V corpo britannico e le due del I corpo canadese erano riuscite a mettersi in posizione alle spalle del II corpo polacco senza che il nemico se ne avvedesse. Solo due divisioni tedesche di qualità mediocre, spalleggiate dalla 1ª divisione paracadutisti, erano schierate lungo la costa adriatica; in quel periodo gli spostamenti di truppe tedesche avvenivano prevalentemente da est a ovest. Le avanzate del corpo polacco lungo la costa non avevano suscitato preoccupazione ai tedeschi, e fu soltanto il 29 agosto, quando già i tre corpi alleati procedendo su un ampio fronte erano avanzati dal Metauro al Foglia, che i tedeschi cominciarono a reagire. La 1ª divisione canadese e la 46ª divisione britannica avanzarono oltre il Metauro senza incontrare resistenza, conquistando Saltara e Serrungarina mentre la 71ª divisione tedesca ripiegava ordinatamente verso nord.
L'avanzata alleata procedette speditamente: nonostante l'arrivo di due divisioni tedesche di rinforzo, gli indiani raggiunsero Urbino mentre i britannici avanzarono lungo la valle del Tevere e i canadesi avanzarono verso la vallata del Foglia; Kesselring, comprese le evidenti intenzioni degli Alleati, fece ripiegare il LXXVI corpo oltre il Foglia, accorciando il fronte dietro gli apprestamenti difensivi della Gotica.
Il 30 agosto dopo un massiccio bombardamento aereo e terrestre che sconvolse le linee tedesche, canadesi e britannici diedero il via al primo violento assalto alla Gotica attaccando lungo la linea fortificata Borgo Santa Maria, Montecchio, Belvedere Fogliense, Montegridolfo, Tavoleto riuscendo il 1º settembre a sfondare quasi completamente la "Linea Gotica I" nel settore adriatico; sul mare, il giorno dopo i paracadutisti tedeschi che presidiavano Pesaro, per evitare l'accerchiamento, furono costretti ad una ritirata precipitosa.
Il 2 settembre le forze alleate raggiunsero la bassa Valconca, in Romagna, circa 11 chilometri più a nord del Metauro. Il giorno seguente i britannici entrarono a Morciano di Romagna e San Clemente, mentre i canadesi – dopo avere circondato e liberato Cattolica ove si erano asserragliati gli ultimi tedeschi in ritirata – oltrepassarono il fiume Conca diretti verso Rimini, per essere tuttavia bloccati dai tedeschi posizionati nella periferia di Riccione: le difese tedesche si erano riorganizzate lungo una linea difensiva più arretrata, la Linea Verde II, bloccando lo slancio dell'8ª armata.
La battaglia più violenta fu quella avviata il 4 settembre in corrispondenza delle alture di Coriano, a nord del torrente Ausa, in cui furono pesantemente coinvolte con massicci bombardamenti dal mare navi inglesi posizionate al largo sin dai primi giorni dell'attacco; i reparti della 56ª e della 46ª divisione britanniche entrarono a Montefiore proseguendo oltre il Conca, dando il via all'attacco sul crinale di Coriano, sulla via per Rimini, dove furono impegnati dalla 29ª Panzergrenadier tedesca. Questa trattenne a lungo gli Alleati sul crinale facendo crollare le speranze di raggiungere Rimini in breve tempo.
Intanto i tedeschi stavano ricevendo ulteriori rinforzi e il 6 settembre in loro aiuto sopraggiunsero violente piogge. I comandi alleati decisero quindi di far partire l'attacco della 5ª armata statunitense verso il giogo di Scarperia, spostando l'attacco originariamente deciso verso il passo della Futa nel punto di giunzione tra le due armate tedesche, punto debole in qualsiasi esercito. Nel mentre Kesselring aveva ordinato a tutte le altre sue divisioni di ritirarsi sulle posizioni della Linea Gotica, accorciando in questo modo il fronte e rendendo disponibili truppe da inviare nel settore adriatico; la 5ª Armata ne approfittò per sferrare il suo attacco.

### Il Giogo di Scarperia e Rimini

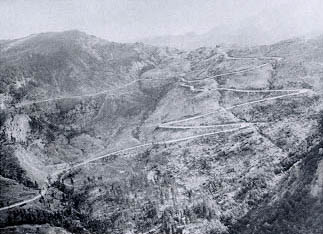
Vista dalla sommità del giogo di Scarperia.

Ebbe così inizio la seconda fase della "manovra a tenaglia" voluta dal generale Alexander, con l'attacco del II Corpo statunitense e del XIII Corpo britannico alle posizioni tedesche nell'Appennino tosco-romagnolo, debolmente presidiate ma difese con grande tenacia. Le divisioni statunitensi furono incaricate di portare una serie di attacchi simultanei su tutto il fronte di loro competenza, con l'obbiettivo di sfondare il settore centrale e dirigersi verso Bologna attraverso l'Appennino faentino e forlivese, le Alpi Apuane e la Garfagnana.
Parallelamente l'8ª armata continuava i suoi attacchi sul crinale di Coriano con un violentissimo bombardamento aeronavale e terrestre, mentre la 5ª si muoveva verso il giogo di Scarperia bombardando pesantemente i rilievi, pur senza mettere fuori combattimento i tedeschi che anzi fermarono la 91ª divisione statunitense lanciata alla conquista di Monticelli e monte Altuzzo.
Nonostante la netta superiorità di uomini e mezzi, gli Alleati rimasero bloccati per giorni su tutto il fronte. Sul versante adriatico infuriava quella che gli storiografi definiscono la "battaglia di Rimini": solo il 15 settembre i britannici a est entrarono a Gemmano, arroccato su una collina prospiciente la vallata del fiume Conca, interamente distrutto ed evacuato dai tedeschi per evitare l'accerchiamento, e continuarono una lenta avanzata verso Rimini seguendo sei direttrici, conquistando Montescudo e monte Colombo. il 17 settembre a rallentarne l'avanzata si contavano dieci divisioni tedesche.
Il 18 settembre anche gli statunitensi riuscirono a sfondare sul Giogo: i brasiliani della Força Expedicionária Brasileira riuscirono a entrare a Camaiore e gli anglo-indiani a conquistare monte Peschiena e monte Femminamorta, anche se questi ultimi avanzarono più lentamente dei loro alleati.
Il giorno seguente gli anglo-indiani liberarono San Marino, mentre per i tedeschi arrivò al fronte la famosa 90ª Panzergranadier, ma troppo tardi. La linea a protezione di Rimini stava ormai cedendo ed Heinrich von Vietinghoff convinse Kesselring a evacuare la città costiera spostando la nuova linea difensiva oltre il fiume Marecchia. Il 21 settembre truppe greche, canadesi e neozelandesi entrarono a Rimini mentre gli statunitensi occupavano Firenzuola e il passo della Futa.
Ancora una volta Kesselring fu colto alla sprovvista e solo il 20 settembre si rese conto che quella in corso nell'Appennino centrale era una vera e propria offensiva. Egli si affrettò a inviare nel settore due divisioni, ma intanto la divisione di riserva statunitense, l'88ª fanteria, stava già apprestandosi ad attaccare Bologna da est. Pur avendo perso la Linea Gotica e una posizione chiave arretrata come Monte Battaglia, anche in questa occasione i tedeschi si dimostrarono capaci di parare i colpi degli Alleati.
La conquista di Rimini segnò la conclusione dell'operazione Olive: i tedeschi ripiegarono su una nuova linea difensiva denominata Linea Brunhild sul fiume Uso e successivamente sulla Linea Christa lungo il fiume Rubicone; vi erano ancora tredici fiumi da superare in quella regione piatta e paludosa prima di raggiungere il Po, e nel corso dell'ultimo attacco quasi 500 carri armati alleati erano sprofondati nel fango o erano stati messi fuori combattimento dal fuoco tedesco o da guasti meccanici, mentre molte unità di fanteria avevano subito perdite tali da essere ormai vicine al collasso. Ai tedeschi fu quindi possibile trasferire una larga parte delle loro forze sulla direttrice di marcia della 5ª armata.

### Bologna

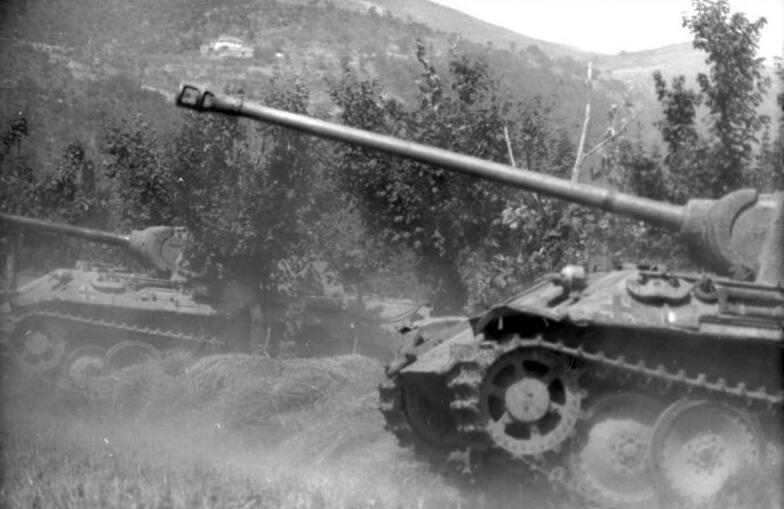
Panzer V Panther in azione sulla Gotica

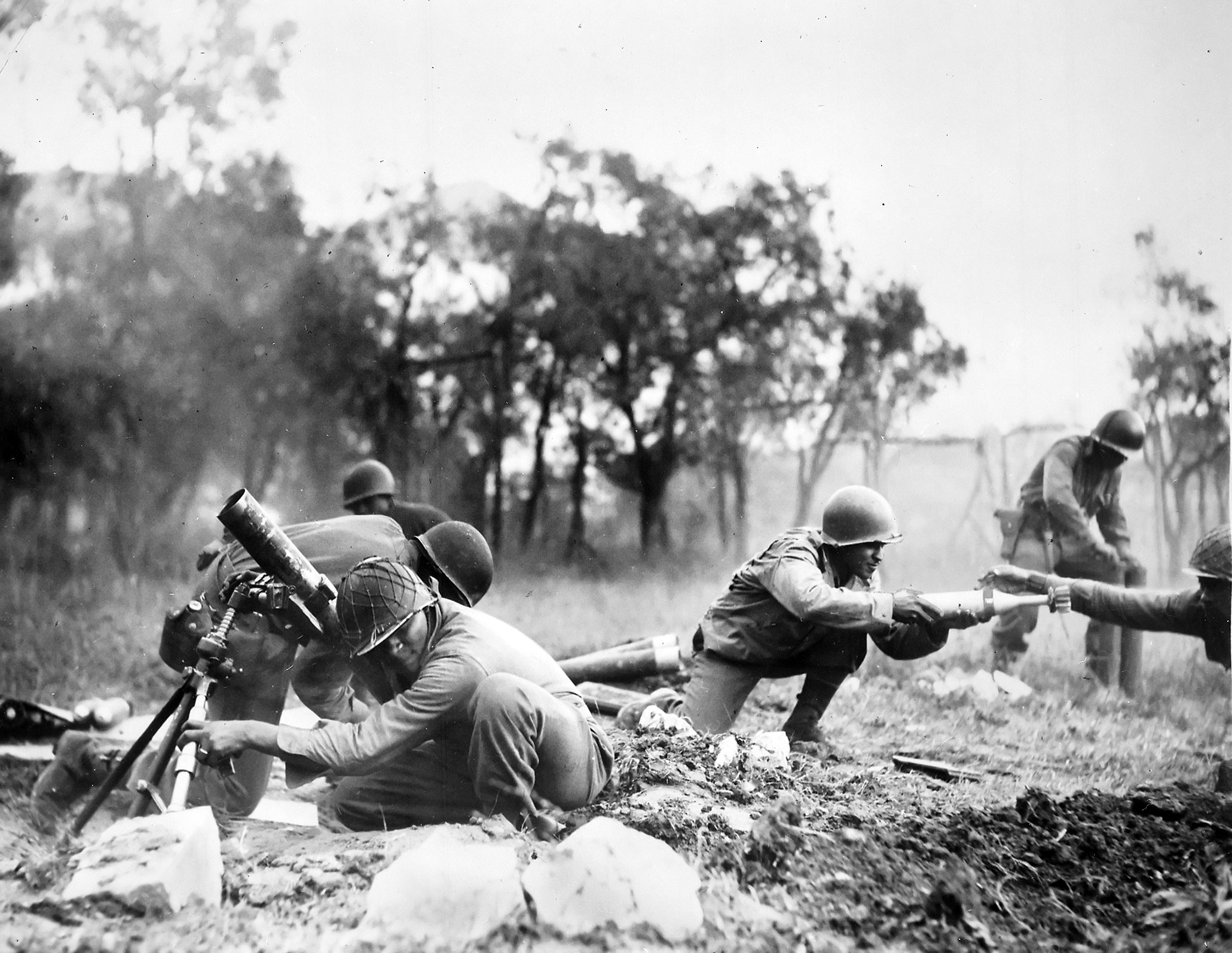
Compagnia mortai della 92ª divisione statunitense durante i combattimenti nei pressi di Massa nel settembre 1944

Dopo l'ordine emanato dallo stesso Adolf Hitler di non ritirarsi ulteriormente, il generale von Vietinghoff, comandante della 10ª armata, ordinò alla 98ª divisione di occupare monte Battaglia, fondamentale per controllare la valle del Santerno e del Senio, dove però le forze tedesche dovettero scontrarsi anche contro i partigiani italiani.
La mattina del 27 settembre iniziò così una delle battaglie più sanguinose e feroci di tutta la Linea Gotica, che impegnò Alleati e partigiani nella conquista di una vetta strategica e contesa, con forti perdite in entrambi gli schieramenti.
Intanto nel settore tirrenico i brasiliani conquistarono il monte Prana, e nella valle del Serchio gli afro-americani della 92ª divisione entrarono in località Bagni di Lucca; a est, l'8ª armata britannica entrò a Santarcangelo di Romagna, per poi bloccarsi nuovamente a Savignano sul Rubicone.
Il 29 settembre, mentre gli statunitensi avanzavano nell'Appennino bolognese fino a passo della Raticosa, si consumò una delle pagine più nere della campagna d'Italia. Il 16º reparto corazzato di ricognizione delle SS (SS-Panzer-Aufklärung-Abteilung 16) comandato dallo Sturmbannführer (maggiore) Walter Reder della 16ª SS-Panzergrenadier, diede il via all'operazione di annientamento della brigata partigiana Stella Rossa nell'area di monte Sole di cui ne fecero le spese anche oltre 770 civili inermi, in quella che venne ricordata come la strage di Marzabotto.
La spinta delle due armate alleate a questo punto andò esaurendosi; le truppe esauste e il terreno fangoso complicarono considerevolmente l'avanzata soprattutto dell'8ª armata. Il peso principale dell'offensiva si spostò nel settore centrale tenuto dal generale Clark, il quale si trovò di fronte a due possibilità: avanzare attraverso la strada statale 65 della Futa verso Bologna, oppure superare il passo del Giogo e dirigersi nella valle del Santerno verso Imola lungo la statale 65.
Il 2 ottobre Clark diede il via alla sua nuova offensiva verso Imola e quindi Bologna. Scesero in campo quattro divisioni del II corpo statunitense, ma i tedeschi si batterono con tale ostinazione che durante le tre settimane seguenti gli statunitensi non riuscirono ad avanzare, in media, per più di 1,5 chilometri al giorno, finché il 27 ottobre l'offensiva fu sospesa. Entro la fine di ottobre anche l'8 armata esaurì il suo slancio dopo aver superato solo altri cinque fiumi, e con il Po ancora distante 80 chilometri.
Il 10 ottobre anche la 91ª divisione statunitense si arrestò davanti a Livergnano, un poderoso torrione roccioso sulla statale, dove per quattro giorni i tedeschi impegnarono duramente gli Alleati fino a che gli stessi reparti della Wehrmacht non dovettero ritirarsi sugli ultimi bastioni montuosi prima di Bologna.
Tra il 16 e il 20 ottobre la 5ª armata compì un ultimo balzo arrivando fino a Monte Grande, a pochi chilometri dalla via Emilia, ma l'illusione di raggiungere questa arteria stradale prima dell'inverno svanì quando la 29ª divisione Panzergrenadier, la 1ª divisione paracadutisti e la 90ª divisione Panzergrenadier su ordine di von Vietinghoff si opposero con caparbietà alle truppe di Clark.
Le pesanti perdite subite dal 15º gruppo d'armate alleato, le difficoltà nell'ottenere i rinforzi e gli approvvigionamenti necessari per continuare l'attacco e l'arrivo della cattiva stagione costrinsero gli Alleati a fermarsi durante l'inverno a cavallo fra il 1944 e il 1945 ponendo fine alle operazioni sul fronte italiano. Non era ininfluente la circostanza che gli Alleati preferivano un maggior impegno sugli altri fronti, considerando quello italiano solo un diversivo col quale attrarre forze tedesche dal teatro francese e da quello orientale.
Da lì a pochi giorni il comando alleato sospese le operazioni su tutto il fronte, dopo due mesi di cruenti combattimenti che causarono tra le file alleate oltre 30000 tra morti, feriti e dispersi e oltre 50000 perdite tra le file tedesche.

### Un lungo inverno
Con la fine delle operazioni della 5ª armata i movimenti sul fronte furono caratterizzati solo da sporadici episodi e azioni di pattugliamento. Solo l'8ª armata, sfruttando un periodo di bel tempo, avanzò lentamente in Romagna conquistando Forlì (la cosiddetta "città del Duce" la cui liberazione aveva un indubbio valore propagandistico-psicologico), ma generalmente l'attacco alleato si esaurì prima dell'inverno e le esauste truppe di Kesselring poterono ricostituire una nuova serie di appostamenti difensivi che sarebbero stati efficacemente utilizzati fino alla primavera del 1945.
Sul tratto occidentale, i parziali insuccessi statunitensi nello sfruttamento dello sfondamento lungo l'Arno, e la rapida distruzione della Repubblica partigiana di Montefiorino, consentirono a Kesselring di attestare la nuova linea più a sud, includendo così l'Apuania e accorciando il fronte.
I soli mutamenti di rilievo furono quelli che si registrarono ai vertici dei sistemi di comando delle due parti; Kesselring, rimasto ferito in un incidente stradale, fu sostituito da Vietinghoff, mentre al comando dell'8ª armata il posto di Leese, in partenza per la Birmania, fu preso da Richard McCreery. Verso la fine di novembre Henry Maitland Wilson fu inviato a Washington e sostituito da Alexander quale comandante supremo alleato nel Mediterraneo, mentre il comando del 15º gruppo d'armate in Italia passò nelle mani di Clark; Lucian K. Truscott sostituì Clark nel comando della 5ª armata.
Nonostante ciò il fronte italiano continuò a perdere considerazione, soprattutto per gli statunitensi. Il 13 novembre il generale Alexander trasmise via radio il cosiddetto "Proclama Alexander", dove fu chiesto alle forze della Resistenza di «cessare le operazioni organizzate su vasta scala», pur specificando che era necessario «conservare le munizioni ed i materiali» e «approfittare però ugualmente delle occasioni favorevoli per attaccare i tedeschi e i fascisti» oltre che «continuare nella raccolta delle notizie di carattere militare concernenti il nemico».
Contro le stesse intenzioni di Alexander, il messaggio fu interpretato come un invito a cessare gli attacchi al nemico. In ogni caso il comando del Corpo volontari della libertà evitò lo smantellamento inopinato del movimento partigiano che, anzi, continuò le operazioni salvandosi dall'azione di violenta repressione che i tedeschi intensificarono parallelamente al periodo di inattività anglo-americano. I partigiani della Divisione Modena-Armando, per esempio, furono per tutto novembre e dicembre in prima fila durante i limitati attacchi statunitensi per la conquista di alcune vette sovrastanti la Statale 64.
La situazione alleata alla fine del 1944 era molto deludente in rapporto alle grandi speranze della primavera e dell'estate. Sebbene Alexander si mostrasse ancora ottimista in merito alle possibilità di arrivare fino in Austria, alla luce della lentezza con cui le forze alleate stavano faticosamente risalendo la penisola questo obiettivo appariva sempre di più un miraggio, come ammesso anche il 22 novembre ai capi di stato maggiore britannici da Maitland Wilson. Lo stato d'animo di sfiducia e di scontento tra le truppe anglo-americane si manifestò nel progressivo aumento del numero dei casi di diserzione.

## La controffensiva italo-tedesca

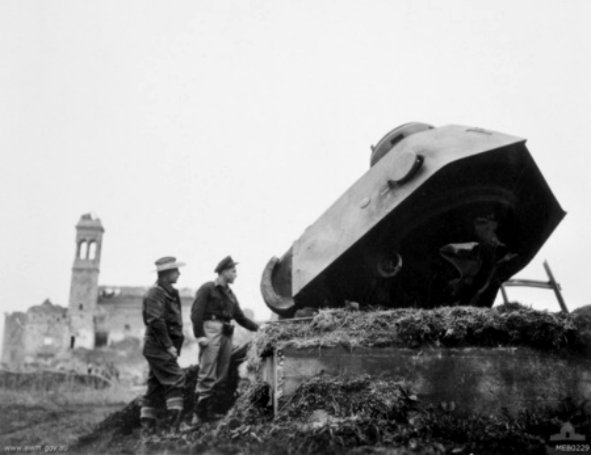
Torretta interrata di un carro Panther nei pressi di Rimini, distrutta da un attacco aereo della RAAF.

Prima della fine del 1944 gli Alleati lanciarono un'ultima offensiva per cercare di conquistare Bologna e Ravenna, destinate a fungere da basi invernali. I canadesi dell'8ª armata riuscirono a occupare Ravenna il 4 dicembre, e il loro successo indusse i tedeschi a inviare in questo settore tre divisioni per impedire all'8ª armata di realizzare ulteriori avanzate.
Questo trasferimento di forze sembrò offrire una buona occasione alla 5ª armata, ma per impedirle di approfittarne sopraggiunse il 26 dicembre un contrattacco nemico nella valle del Serchio, contrattacco voluto da Mussolini per emulare la controffensiva di Hitler nelle Ardenne e sferrato in larga misura dalle truppe della RSI.
L'azione, a cui parteciparono gli italiani della 4ª Divisione alpina "Monterosa" e i tedeschi della 148ª divisione di riserva, aveva come obiettivo iniziale di occupare la valle del Senio. In un primo tempo l'azione ebbe successo e gli afro-americani della 92ª divisione furono spinti indietro per quasi 20 km verso sud, ma i rinforzi mandati da Clark ebbero modo di ricacciare indietro le truppe italo-tedesche facendole arretrare fino ai punti di partenza.
Le armate alleate erano ormai esauste e a corto di munizioni, e per di più si sapeva che i tedeschi avevano presso Bologna ingenti riserve. Alexander decise pertanto che le armate alleate si sarebbero dovute mettere sulla difensiva, preparandosi a una possente offensiva primaverile. Un ulteriore colpo alle speranze riposte nella campagna d'Italia fu costituito dalla decisione dei capi di stato maggiore congiunti di trasferire da questo teatro al fronte occidentale altre cinque divisioni, al fine di rinforzare le armate che in primavera avrebbero sferrato l'offensiva contro la stessa Germania. Per effetto di questa decisione il corpo canadese fu inviato in Francia, anche se poi gli sviluppi della situazione generale furono tali da rendere superfluo l'allontanamento dal fronte italiano di ulteriori divisioni.

### Fourth Term ed Encore
Dopo oltre un mese di inattività su tutto il fronte, la prima azione alleata degna di nota scattò la notte del 5 febbraio 1945 con l'operazione Fourth Term in cui la 92ª divisione attaccò lungo la valle del Serchio e in Versilia, senza però ottenere nessun risultato di rilievo. La notte del 18 febbraio fu invece dato il via all'Operazione Encore, destinata a dare il colpo finale nella conquista delle vette sovrastanti la Strada statale 64 Porrettana, strategicamente importanti in previsione dell'avanzata su Bologna. In pochi giorni la 10ª divisione da montagna statunitense, arrivata al fronte da pochi giorni e appoggiata dai partigiani della Divisione Modena-Armando, sloggiò i tedeschi dai monti Belvedere, Gorgolesco e Torraccia, mentre i brasiliani della FEB conquistano monte Castello ed entrano a Castelnuovo di Vergato. Il 5 marzo l'operazione si concluse con l'ingresso degli statunitensi a Castel d'Aiano, da dove iniziarono i preparativi per l'offensiva finale di primavera.

## L'offensiva finale

Autocolonna dell'8ª armata in sosta sulle colline riminesi.

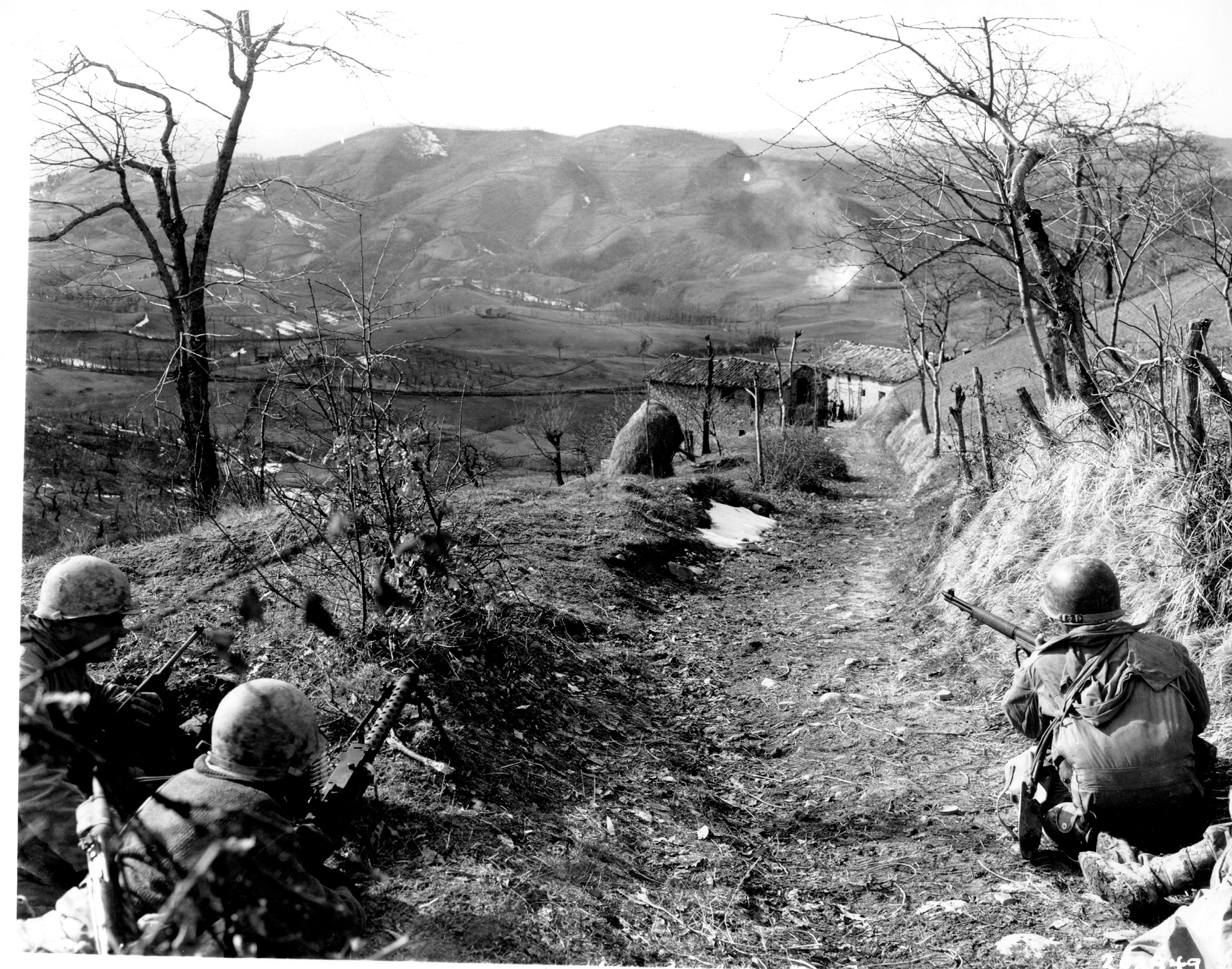
Uomini della 10ª divisione da montagna statunitense impegnati in un'azione contro truppe tedesche asserragliate all'interno dell'abitazione sullo sfondo. Sassomolare 4 marzo 1945

### La situazione dei contendenti
Sulla carta la linea invernale lungo la quale erano attestate le forze tedesche in Italia appariva molto simile a quella dell'anno prima, e quasi altrettanto formidabile, sebbene situata molto più a nord in alcuni punti anche di quasi 300 chilometri. Furono diversi i fattori che avvantaggiarono l'esercito angloamericano in procinto di sferrare l'ultimo attacco: alla fine del 1944 l'8ª Armata aveva ormai sfondato la Gotica e a nord non si trovavano più caratteristiche naturali utili ai tedeschi o così ben fortificate, mentre gli statunitensi della 5ª armata erano ormai in procinto di entrare nella Pianura Padana e nella riviera ligure.
Gli Alleati si trovavano dunque in una posizione nettamente migliore per sferrare la loro nuova offensiva di primavera 1945. Inoltre in marzo, alla vigilia dell'offensiva, le forze alleate comprendevano 17 divisioni più 6 gruppi di combattimento italiani (reparti con un organico a livello di divisione sebbene leggermente ridotto). I tedeschi schieravano 23 divisioni oltre alle quattro divisioni italiane della RSI, ma questo confronto nascondeva un falso rapporto di forze: le due armate alleate contavano circa 536000 uomini ai quali si aggiungevano circa 70000 italiani, mentre i tedeschi potevano contare su un totale di circa 491000 uomini (ma 45000 dei quali appartenevano a formazioni di polizia o contraeree) oltre a 108000 repubblichini. Ancor più significativo era il confronto in termini di truppe combattenti e di armi: in aprile, quando l'8ª armata iniziò l'offensiva, questa godeva di una superiorità di circa 2 a 1 in truppe combattenti (57000 contro 29000), di 2 a 1 in artiglieria (1220 pezzi contro 665) e di oltre 3 a 1 in mezzi corazzati (1320 contro 400). Gli Alleati erano inoltre avvantaggiati dall'azione di circa 60000 partigiani, che producevano confusione alle spalle del nemico il quale, per contrastarne l'azione, era obbligato a distogliere truppe dal fronte. Ancor più importante era però la supremazia aerea pressoché assoluta su cui gli Alleati potevano contare: la loro campagna di bombardamento strategico aveva ormai paralizzato le arterie stradali e i centri industriali rendendo quasi impossibile trasferire in Italia divisioni tedesche da altri teatri. A questo si aggiungeva poi la scarsità di carburante per le forze meccanizzate e motorizzate tedesche, talmente grave da impedire loro di muoversi lungo il fronte per chiudere i "varchi" ma anche di effettuare una ritirata manovrata.
La situazione tra le file angloamericane era invece decisamente migliore; il morale delle truppe aveva registrato un profondo miglioramento e tra l'altro esse avevano visto arrivare, oltre a ingenti quantitativi di munizioni e materiale per la costruzione di ponti, un gran numero di nuove armi: carri armati "Kangaroo" per il trasporto anfibio di uomini, mezzi da sbarco cingolati (i cosiddetti "Fantails"), carri armati Sherman e Churchill muniti di cannoni di grosso calibro, carri lanciafiamme e tank-dozers, ossia carri adibiti al recupero dei blindati danneggiati.
Da parte tedesca, in gennaio Kesselring rientrò in Italia dopo un periodo di convalescenza, ma in marzo se ne andò definitivamente per sostituire von Rundstedt sul fronte occidentale venendo rimpiazzato da von Veitinghoff, mentre il comando della 10ª armata tedesca (comprendente cinque divisioni paracadutiste e le quattro divisioni del LXXVI corpo corazzato) fu affidato al generale Traugott Herr. Joachim Lemelsen, comandante della 14ª armata dal febbraio 1945, sorvegliava la parte occidentale - la più ampia in quanto includeva il settore di Bologna - con le quattro divisioni del LI Corpo da montagna (nel tratto verso Genova) e tre divisioni del XIV Corpo corazzato nel settore di Bologna. Solo tre divisioni furono messe in riserva in quanto due erano appostate alle spalle del fianco adriatico e due nei pressi di Genova per sventare eventuali tentativi di invasione anfibi alle spalle del fronte.
Dalla parte alleata l'ala destra del 15º gruppo d'armate di Mark Clark, schierata di fronte alla 10ª armata tedesca, era formata dall'armata di McCreery comprendente il V corpo britannico (quattro divisioni) il II corpo polacco (due divisioni di fanteria, una divisione e una brigata corazzate), il XIII corpo britannico (che in realtà non era che la 10ª divisione indiana) il X corpo britannico (composto da due gruppi di combattimenti italiani, dalla Brigata Ebraica e dai Lovat Scouts), mentre la 6ª divisione corazzata costituiva la riserva. Ad ovest la 5ª armata, ora comandata da Truscott, comprendeva il II corpo (quattro divisioni) e il IV corpo (tre divisioni), ambedue statunitensi, e in riserva aveva due divisioni corazzate, la 1ª statunitense e la 6ª sudafricana.

### La situazione strategica

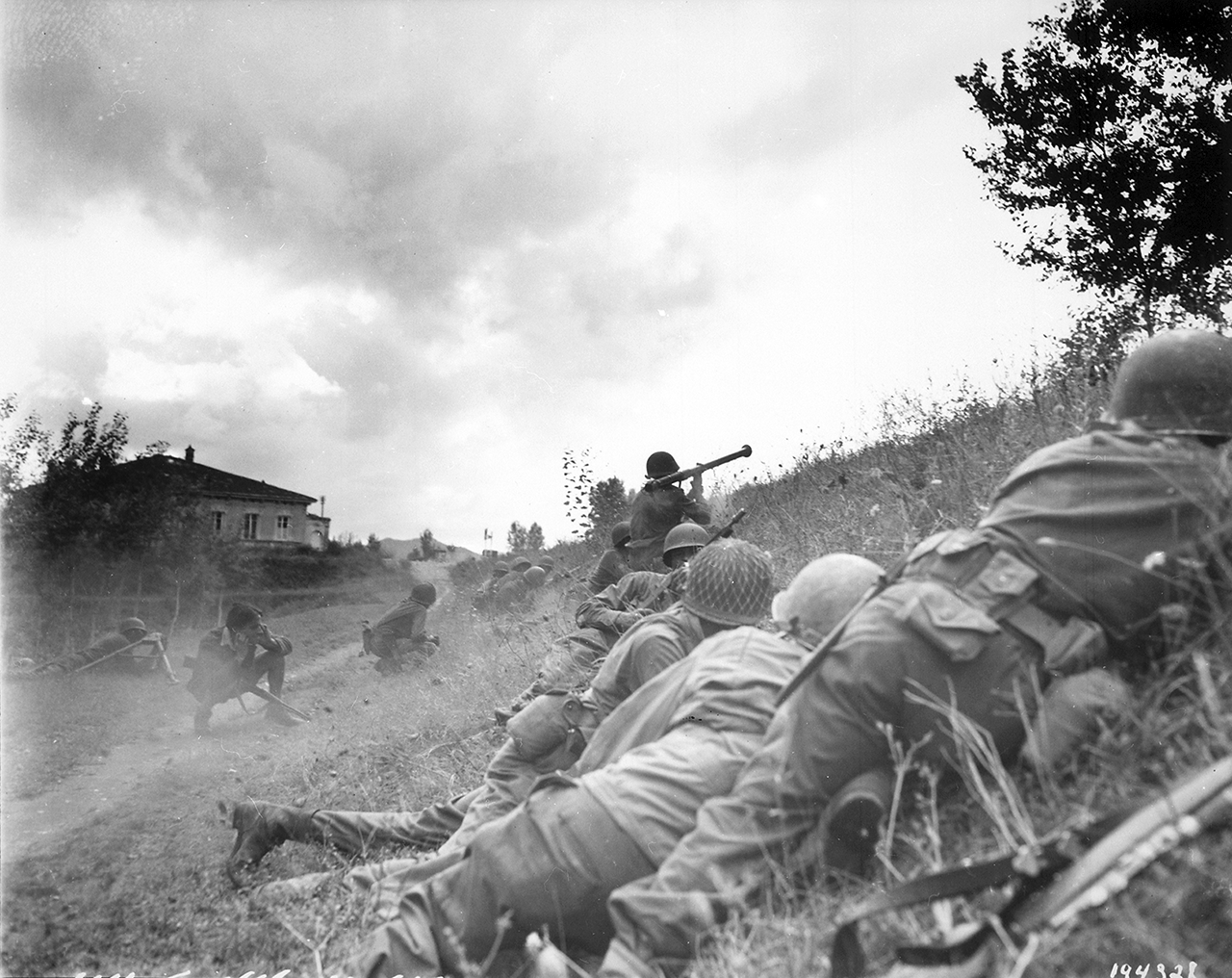
Elementi della 92 divisione "Buffalo" durante i combattimenti a nord di Lucca, in secondo piano si può veder un fante armato di bazooka.

L'obiettivo strategico principale per gli Alleati era di travolgere e annientare le forze tedesche prima che queste potessero mettersi in salvo al di là del Po. Il miglior modo per risolvere il problema sarebbe stato quello di lanciare in profondità le forze corazzate dell'8ª armata nel tratto pianeggiante di circa 50 km compreso tra il basso Reno e il Po (a gennaio l'8ª armata aveva approfittato di un breve periodo di bel tempo per raggiungere il Senio, fiume che sbocca nel Reno nei pressi della sua foce nell'Adriatico).
Si sperava che l'azione avrebbe consentito ai britannici di impadronirsi della zona Bastia-Argenta appena a ovest della valli di Comacchio, dove l'8ª armata avrebbe potuto aprirsi un varco verso la pianura; la 5ª armata avrebbe invece attaccato qualche giorno dopo verso nord in direzione Bologna. Il duplice attacco avrebbe dovuto tagliare le direttrici di ritirata dei tedeschi e intrappolarli.
La data d'inizio dell'offensiva primaverile fu fissata per il 9 aprile 1945 e venne coordinata con le azioni sul fronte nord-occidentale, dove gli Alleati stavano compiendo progressi nell'ambito dell'invasione della Germania.
Nel frattempo, quattro giorni prima, i nippoamericani del 442º reggimento di fanteria (442nd Infantry Regiment) tornati dal fronte provenzale e ora inquadrati nella 92ª divisione attaccarono e conquistarono monte Folgorito, Carchio e Canala. Il 442° era un reggimento composto esclusivamente da fanti nippoamericani (o Nisei), che risulterà essere il corpo con il maggior numero di decorazioni dell'intero scenario bellico della Gotica. In poche settimane essi superarono le postazioni difensive tedesche, arroccate sulle Apuane, che da mesi gli afroamericani della 92ª divisione non avevano saputo scuotere e battere in maniera né costante né efficace.

### L'attacco alleato

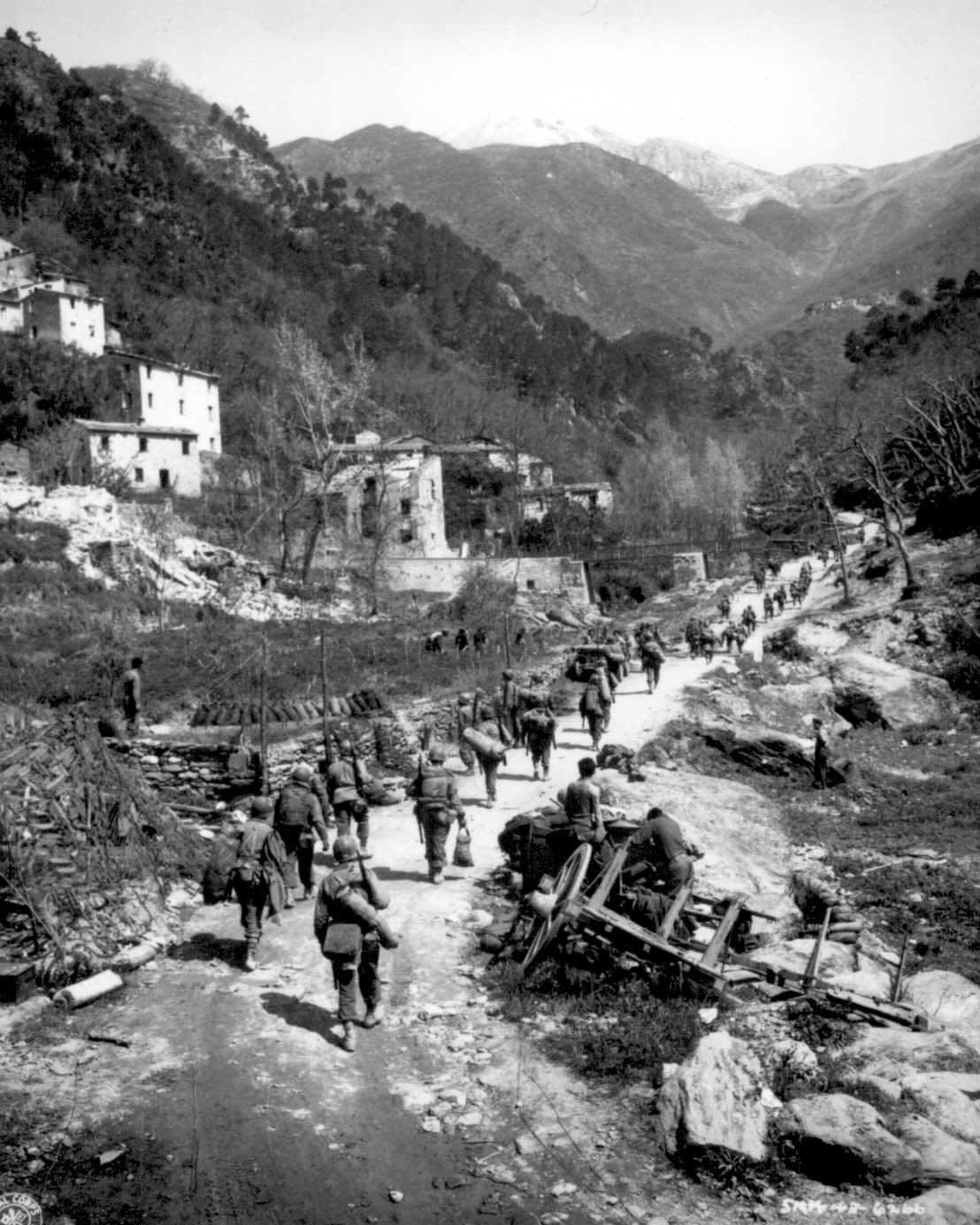
Uomini del 370th Infantry Regiment (Buffalo) in cammino verso le alture di Montignoso (Massa Carrara) - 9 aprile 1945.

Gli Alleati coordinarono quindi un piano complesso (operazione Roast) che avrebbe impegnato entrambe le armate contemporaneamente. Le operazioni dell'8ª armata erano ben studiate: simulando preparativi in vista di uno sbarco a nord della foce del Po, gli Alleati si sforzarono di attirare l'attenzione delle forze di von Vietinghoff in quella direzione. Per rafforzare l'impressione, il 1º aprile la II brigata commando e la XXIV Guards Brigade occuparono la lingua sabbiosa che separa le valli di Comacchio dal mare, e pochi giorni dopo uomini dello Special Boat Service si insediarono sugli isolotti sabbiosi della zona.
L'attacco principale sarebbe stato sferrato, al di là del Senio, dal V corpo britannico e dal II corpo polacco. Il primo doveva sfondare in una zona alquanto lontana dal mare, in modo da cogliere i tedeschi di sorpresa; da qui una parte avrebbe ripiegato a destra investendo il fianco del corridoio Bastia-Argenta (o "varco di Argenta") appena a ovest delle valli di Comacchio, mentre l'altra parte sarebbe avanzata in direzione nord-ovest per portarsi alle spalle di Bologna e interrompere le vie di comunicazione che dalla città si diramavano verso nord.
I polacchi dovevano avanzare lungo la Strada statale 9 Via Emilia puntando direttamente su Bologna, mentre sull'ala destra la 56ª divisione avrebbe dovuto assaltare il varco di Argenta cercando un attacco frontale e una manovra di aggiramento attraverso le valli di Comacchio.
L'ala sinistra nel frattempo avrebbe attaccato verso nord con il X e XIII corpo, al di là del monte Battaglia, finché la sua direttrice di avanzata non avrebbe incontrato le forze polacche e statunitensi; a quel punto al XIII corpo si sarebbe affiancata la 6ª divisione corazzata sudafricana per sfruttare il successo in profondità.

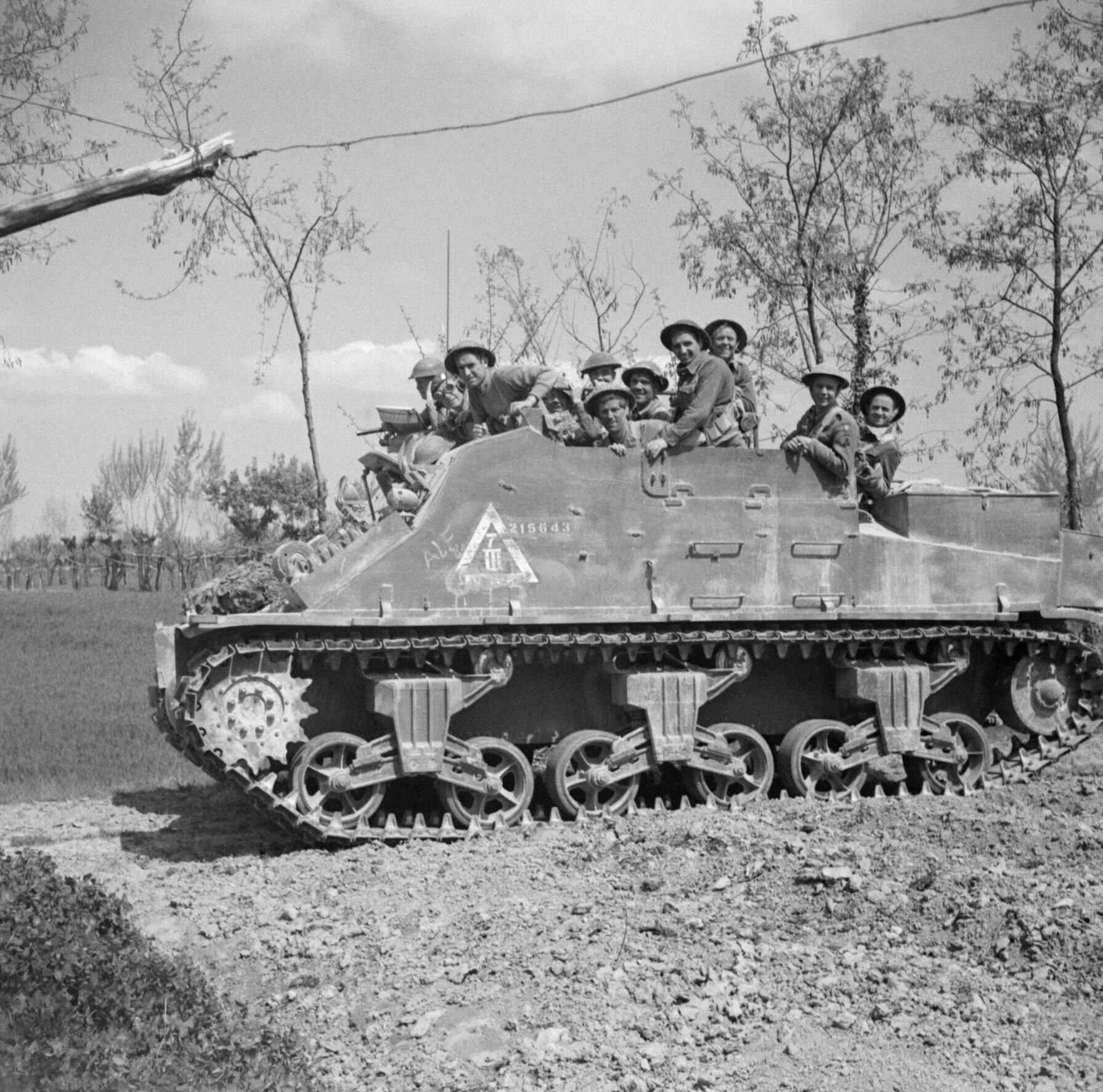
Fanti britannici della 78ª divisione su un carro trasporto fanteria "Kangaroo" nei pressi di Conselice (RA) durante l'offensiva primaverile.

Dopo le operazioni preliminari dei commando che attirarono le forze tedesche nel settore costiero, nel pomeriggio del 9 aprile circa 800 bombardieri pesanti e 1000 fra bombardieri medi e cacciabombardieri scatenarono sulle posizioni tedesche un massiccio aereo; nello stesso momento 1500 cannoni diedero il via a una serie di cinque concentrazioni di tiro della durata di quarantadue minuti ciascuna con intervalli di dieci minuti tra l'una e l'altra.
Al crepuscolo, mentre le forze aeree tattiche tenevano impegnati i tedeschi, la fanteria dell'8ª armata iniziò ad avanzare con il V corpo britannico del generale Keightley sul fianco destro e con il II corpo polacco del generale Anders nel settore di Imola, riuscendo a stabilire delle teste di ponte oltre il Senio rispettivamente nel settore di Lugo e di San Severo-Felisio, mentre sul fianco sinistro dell'armata il XIII corpo britannico di Hawksworth con i bersaglieri del gruppo di combattimento "Legnano", i fanti del gruppo di combattimento "Friuli" e i paracadutisti del gruppo di combattimento "Folgore" lanciò a sua volta nella notte del 10 un'offensiva oltre il Senio in direzione della valle del Santerno.
Tra il 10 e l'11 aprile la 92ª divisione statunitense entrò a Massa e a Carrara, mentre continuava con forza l'azione dell'8ª armata britannica sul fianco orientale dello schieramento alleato. L'attacco in forze colse di sorpresa la 10ª armata del generale Herr che si aspettava un'offensiva al centro e sul fianco destro del suo schieramento.
Il 12 aprile il V corpo attraversò il Santerno (dopo che questo fu raggiunto il giorno prima dal II corpo polacco), e nonostante i tedeschi avessero ripreso a battersi con coraggio il 14, prima che i genieri tedeschi ne completassero la demolizione, cadde il ponte di Bastia; solo il 18 aprile tuttavia i britannici riuscirono a portarsi al di là del varco di Argenta, mentre sforzi ancor più duri furono compiuti dai polacchi impegnati contro la 1ª divisione paracadutisti tedesca.

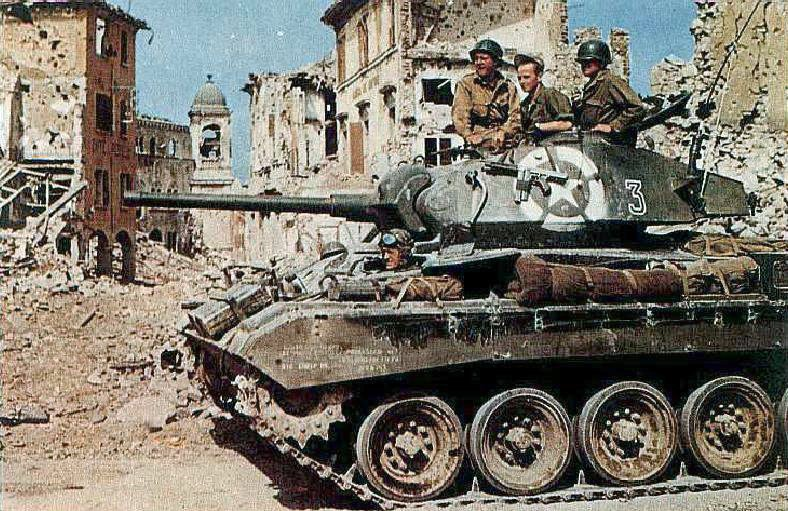
Carristi dell'81ª squadra di ricognizione, 1ª divisione corazzata USA, tra le rovine di Vergato

L'attacco della 5ª armata (operazione Craftsman) ebbe inizio il 15 aprile dopo un rinvio di 24 ore causato dalle condizioni meteo non favorevoli. Oltre 2000 bombardieri sganciarono sulle linee tedesche 2300 tonnellate di bombe (un record per la campagna d'Italia) in un micidiale attacco coordinato con una massiccia concentrazione di fuoco d'artiglieria; quindi scattò l'attacco del II corpo in direzione Bologna a est della Statale 64, con la partecipazione del gruppo di combattimento "Legnano".
Per altri due giorni i tedeschi della 14ª armata resistettero con grande energia, e fu solo il 17 che, sfondando il fronte nemico, la 10ª divisione da montagna poté lanciarsi sulla via Emilia, conquistando Rocca di Roffeno e Tolè; nel mentre la 1ª divisione corazzata statunitense entrò a Vergato, la 6ª sudafricana prese monte Sole, Caprara e Abelle e la 92ª puntò su Sarzana.
Il 18 la 10ª divisione da montagna raggiunse monte Sulmonte-San Chierlo catturando circa 3000 uomini del XIV corpo corazzato tedesco, mentre sul fianco destro dello schieramento alleato l'armata britannica con il V corpo riuscì a entrare ad Argenta con l'aiuto del gruppo di combattimento "Cremona". I brasiliani della FEB sfondarono il settore tedesco nella zona di Montese seguendo i progressi dei vicini statunitensi della 10ª divisione da montagna.

### Il crollo delle forze tedesche

Soldato statunitense, dopo lo sfondamento della Linea Gotica, sull'Appennino tosco-emiliano

Nel giro di due giorni la situazione per i tedeschi precipitò: il 19 aprile il fronte tedesco stava crollando sotto i colpi degli americani che erano nei sobborghi di Bologna mentre le loro avanguardie corazzate erano già in marcia verso il Po. Quasi tutte le forze di Vietinghoff erano state impegnate in prima linea, ed egli aveva a disposizione ben poche riserve per contrastare le penetrazioni alleate. Al generale tedesco fu ormai preclusa ogni possibilità di stabilizzare il fronte o di districare le sue forze; l'unica speranza di salvarle risiedeva nella ritirata.
Ma Hitler aveva già respinto le proposte del generale Herr per una difesa elastica, mediante ripiegamenti tattici da ciascun fiume al successivo, in modo tale da frustrare l'offensiva dell'8ª armata e rallentarla consentendo ai tedeschi una ritirata ordinata.
Già il 14 aprile, prima che gli statunitensi iniziassero l'offensiva, Vietinghoff chiese di essere autorizzato a ritirarsi sul Po prima che fosse troppo tardi. Il suo appello fu respinto, ma il 20 aprile si assunse personalmente la responsabilità di ordinare la ritirata.
Con la Linea Gotica ormai rotta e i tedeschi in ritirata da tutto il fronte, il 21 aprile Bologna, già insorta e sgombrata dai tedeschi, vide l'arrivo dei reparti polacchi e del gruppo "Legnano" dei bersaglieri della "Friuli".
Con due rapide mosse aggiranti, le tre divisioni corazzate alleate avevano tagliato fuori e accerchiato quasi tutte le forze tedesche; sebbene molti di questi fossero riusciti a mettersi in salvo attraversando a nuoto il Po, non erano in grado di organizzarsi su una nuova linea difensiva.
Il 22 i britannici entrarono a Ferrara mentre il IV corpo statunitense raggiunse il Panaro e quindi Modena; il giorno successivo sempre gli statunitensi riuscirono a superare il Po.
Il 24 aprile, mentre la 92ª divisione ricevette l'ordine di avanzare verso Genova, il IV corpo statunitense era ormai nei pressi dell'aeroporto di Villafranca vicino a Verona; nel frattempo Reggio Emilia fu liberata dalla 34ª divisione statunitense e i britannici riuscirono a loro volta a stabilire alcune teste di ponte oltre il Po.
Il 27 i britannici attraversarono l'Adige e scavalcarono le postazioni difensive che coprivano Venezia e Padova, mentre gli afro-americani della 92ª divisione raggiunsero Genova. Procedendo con ancor maggior rapidità gli statunitensi avevano occupato Verona già il giorno prima.
Il giorno precedente l'entrata degli americani a Verona, cioè il 25 aprile, ebbe luogo l'insurrezione generale delle forze partigiane, che cominciarono ad attaccare ovunque i tedeschi. Tutti i passi alpini furono bloccati entro il 28 aprile, giorno in cui Mussolini e Claretta Petacci, in fuga verso il confine svizzero insieme ad alcuni gerarchi del regime, furono arrestati, sommariamente processati e giustiziati secondo le decisioni del CLNAI presso il lago di Como.
Le truppe tedesche si stavano ormai arrendendo in massa, e dopo il 25 aprile l'inseguimento alleato incontrò ovunque una resistenza pressoché nulla. Il 29 i neozelandesi raggiunsero Venezia e il 2 maggio Trieste, dove il principale motivo di preoccupazione si rivelò la presenza non dei tedeschi bensì degli jugoslavi.

## La resa tedesca
Negoziati dietro le quinte per una resa erano cominciati già in febbraio in Svizzera tra il generale Karl Wolff, il capo delle SS in Italia, e Allen W. Dulles, capo dell'Office of Strategic Services (OSS) statunitense, inizialmente tramite la mediazione dell'ambasciata svizzera e poi, dopo la liberazione del capo della Resistenza italiana Ferruccio Parri il 3 marzo come segno di buona volontà da parte tedesca, con colloqui diretti a quattrocchi. Lo scopo era quello di negoziare la resa separata delle forze tedesche nel nord Italia e il trapasso dei poteri dalla RSI alle forze degli Alleati. Wolff e Dulles si incontrarono l'8 marzo a Zurigo per discuterne i termini. Il 19 marzo Wolff vide ad Ascona il generale statunitense Lyman Lemnitzer e il parigrado britannico Terence Airey, il tutto all'insaputa di Hitler e Mussolini ma con un tacito accordo di Heinrich Himmler. Gli scopi erano diversi: gli anglo-americani intendevano accelerare la vittoria in Italia per poter concentrare le forze in Germania e eventualmente nei Balcani; i tedeschi speravano di poter contrattare un salvacondotto verso la Germania che evitasse vendette finita la guerra e, nell'eventualità che questa fosse continuata, per potersi unire alle loro forze militari intente a fronteggiare l'avanzata dell'Armata Rossa.
Wolff fu probabilmente spinto a tale decisione dalla speranza di poter partecipare a un ipotetico cambio di alleanze in funzione anticomunista, allineandosi con le potenze occidentali, e per evitare ulteriori danni materiali in Italia. Il generale Wolff era una figura molto importante, in quanto oltre a controllare la politica delle SS in Italia era responsabile delle regioni dietro il fronte e l'unico in grado di sventare l'idea di Hitler di fare delle Alpi una specie di ridotto nel quale tentare un'ultima resistenza.
A rallentare e intralciare i colloqui contribuirono da parte tedesca la nomina di Vietinghoff a comandante in capo in Italia al posto di Kesselring, e il reciproco atteggiamento di sospetto e cautela che accompagnava simili negoziati. Inoltre questi negoziati, di cui i sovietici furono informati ma a cui non furono invitati a partecipare, innescarono un'accesa polemica personale tra i Tre Grandi: si verificò un aspro scontro epistolare tra Stalin e Roosevelt, con il dittatore sovietico che accusò gli alleati occidentali di negoziare alle spalle dell'Unione Sovietica e di favorire le manovre tedesche per dividere le tre grandi potenze. Roosevelt replicò negando queste circostanze e accusando gli informatori di Stalin di "mistificazioni". Dopo questi scontri, nella prima settimana di aprile la dirigenza di Washington frenò le iniziative di Dulles.
All'inizio di aprile anche l'attività di Wolff fu "congelata" da Himmler. Fu così che sebbene dall'8 aprile Vietinghoff stesse prendendo in considerazione l'idea di una resa, non fu possibile raggiungere un risultato concreto in tempo per rendere superflua l'offensiva di primavera degli Alleati. In un incontro del 23 aprile Wolff e Vietinghoff decisero di comune accordo di ignorare gli ordini di Hitler per una prosecuzione della resistenza, e di negoziare una resa. Entro il 25 Wolff aveva ordinato alle SS di non ostacolare i partigiani nelle loro operazioni, mentre lo stesso maresciallo Graziani manifestava il desiderio che le forze fasciste italiane si arrendessero.

### L'armistizio
Alle 14:00 del 29 aprile a Caserta il colonnello Schweinitz e il suo aiutante Wenner, in rappresentanza del generale Vietinghoff, sottoscrissero il documento che stabilì la resa incondizionata delle forze tedesche in Italia. I tedeschi firmarono il documento che prevedeva l'entrata in vigore della resa alle ore 13:00 (ora di Greenwich, le 14:00 in Italia) del 2 maggio 1945. Nonostante un intervento in extremis di Kesselring, la resa entrò in vigore alla data prevista, sei giorni prima della resa tedesca sul fronte occidentale, predisposta attraverso lo stesso canale segreto (quello tra Wolff e Dulles).
Sebbene gli Alleati avessero in mano la situazione militare che gli avrebbe assicurato la vittoria, questo canale spianò la strada ad una più rapida fine della guerra in Italia, risparmiando così innumerevoli vite umane e devastazioni materiali.

## La Gotica nella cultura popolare
- Cimitero militare polacco di Bologna
- Cimitero di guerra di Cesena
- Cimitero degli Indiani di Forlì
- Cimitero militare germanico della Futa
- Florence War Cemetery (per i soldati del Commonwealth)
- Florence American Cemetery and Memorial (per i soldati degli Stati Uniti)
- Monumento votivo militare brasiliano
- Montecchio (localizzazione)
- Gradara (localizzazione)
- Coriano (localizzazione)
- Cimitero Greco di Riccione ()
- Rimini (localizzazione)
- Piangipane di Ravenna (localizzazione)
- Villanova di Bagnacavallo (scheda)
- Argenta (scheda)
- Valle del Santerno (localizzazione)
- Castiglione dei Pepoli (localizzazione)

La Linea Gotica segnò profondamente le terre e gli abitanti della provincia di Pesaro-Urbino, della Romagna, dell'Emilia e della Toscana, dove rimangono i resti di trincee e fortificazioni, ancor visitabili sebbene abbandonati da tempo.
Numerosi oggi sono i musei, i percorsi itineranti e i cimiteri di guerra visitabili nei luoghi e nelle città che furono teatro della battaglia per la Linea Gotica. Si possono visitare decine di musei grandi e piccoli, come il "Museo storico della Linea Gotica" a Casinina di Sassocorvaro Auditore vicino a Pesaro, il "Centro internazionale documentazione Linea Gotica" e il "Parco tematico e Museo dell'aviazione" a Rimini, il Museo della guerra e della Linea Gotica di Castel del Rio, il Museo della Seconda Guerra Mondiale a Scarperia oltre che numerosi cimiteri militari (vedi elenco) o il monumento di Monte Pulito, dedicato all'omonima battaglia; visite guidate sono possibili anche a Borgo a Mozzano (LU) nella sezione di Linea Gotica che attraversava la valle del Serchio.
Moltissimi sono poi i siti, sparpagliati lungo il vecchio tracciato della linea, in cui si possono ritrovare i resti delle fortificazioni difensive approntate dai tedeschi su tutto il fronte e memoriali di entrambi gli eserciti, partendo da Massa fino all'Adriatico. Primo caposaldo visitabile è la batteria Dante De Lutti situata sul promontorio di Punta Bianca che domina la foce del Magra, che martellò le avanguardie alleate in avanzata lungo la costa toscana; proseguendo sono numerosi i sentieri che portano alle postazioni tedesche, come quelle di monte Folgorito(Località Strettoia) e Monte Altissimo sulle Apuane, oppure come le fortificazioni sul passo della Futa, di Montefiorito, di monte Belvedere e Monte Pulito.
Inoltre sono visitabili anche i siti e i percorsi dedicati a due stragi di civili compiute dai tedeschi nel periodo dell'attacco alla Gotica: la strage di Marzabotto e quella di Sant'Anna di Stazzema, dove nei rispettivi paesi è possibile visitare i luoghi degli eccidi.

### Esplicative
1. ↑  Gli ordini di demolizione della città di Firenze furono interpretati dai soldati tedeschi con meticolosità, tanto che il corrispondente del New York Magazine Daniel Lang scrisse: «Il modo in cui i tedeschi hanno trattato Firenze è atroce. Gran parte della città è ancora in piedi, ma grazie alle demolizioni effettuate dal nemico molte delle zone più amate sono scomparse. Secondo il tenente Frederick Hartt, che insegnava arte a Yale e adesso è ufficiale addetto alle Belle Arti e ai Monumenti del Governo Militare Alleato, circa un terzo della Firenze medievale è stata distrutta o danneggiata in modo irreparabile. [...] Insieme a queste case se ne è andato perso anche il contenuto: mobili insostituibili, biblioteche e collezioni inestimabili [...]. Mentre gli Alleati si avvicinavano alla città, i nazisti - in nome di tattiche militari incomprensibili - decisero di distruggere i ponti sull'Arno per rallentare la nostra avanzata. Anche se non esitarono a far saltare il Ponte Santa Trinita, uno dei più belli del Rinascimento, ritennero di dover risparmiare Ponte Vecchio [...]. Tuttavia non erano disposti a condere alcun vantaggio agli Alleati. Quindi piazzarono cariche di esplosivo nelle case alle estremità del ponte [...] e per evitare che i partigiani venissero a conoscenza dei loro piani, non dettero alcun avviso agli abitanti delle case. Dopo le esplosioni, numerosi cadaveri rimasero sepolti sotto le macerie, e parte di via de' Bardi, via de' Gucciardini, Borgo San Jacopo, via per Santa Maria e diverse altre strade, il cuore della Firenze di Giotto, andarono distrutti». Vedi: Morris, pp. 410-411.

### Bibliografiche
1. ↑  Dati presi da:  Schieramento tedesco su gothicline.org, su gothicline.org. URL consultato il 12 giugno 2011.
2. ↑  Dati presi da:  Schieramento alleato su gothicline.org, su gothicline.org. URL consultato il 12 giugno 2011.
3. 1 2 3 4   Offensiva della Linea Gotica, su gothicline.org. URL consultato il 12 giugno 2011.
4. 1 2  Ronchetti, p. 13.
5. ↑  Ronchetti, pp. 13-15.
6. ↑  Morris, p. 391.
7. ↑  Morris, p. 387.
8. ↑  Jackson, p. 311.
9. ↑  Jackson, pp. 311-312.
10. 1 2  Jackson, p. 312.
11. ↑  Jackson, p. 316.
12. ↑  Jackson, pp. 317-318.
13. ↑  Jackson, pp. 318-319.
14. ↑  Jackson, p. 319.
15. ↑  Jackson, p. 320.
16. ↑  Jackson, pp. 321-322.
17. ↑  Jackson, pp. 322-323.
18. ↑  Shepperd, pp. 353-354.
19. 1 2  Shepperd, p. 354.
20. ↑  Jackson, p. 324.
21. ↑  Morris, pp. 400-401.
22. ↑  Shepperd, pp. 357-358.
23. ↑  Jackson, p. 325.
24. ↑  Jackson, pp. 325-326.
25. 1 2  Jackson, p. 313.
26. ↑  Kesselring, pp. 242-243.
27. ↑  Jackson, pp. 313-314.
28. 1 2 3 4 5  Shepperd, p. 358.
29. ↑  von Senger, pp. 365-366.
30. ↑  von Senger, p. 366.
31. ↑  Morris, p. 400.
32. 1 2  Jackson, p. 314.
33. 1 2 3  Jackson, p. 315.
34. 1 2  Kesselring, p. 248.
35. ↑  Kesselring, p. 249.
36. ↑  Jackson, pp. 315-316.
37. ↑  Morris, p. 402.
38. ↑  Shepperd, p. 360.
39. ↑  Jackson, p. 337.
40. 1 2  Jackson, p. 338.
41. ↑  Ronchetti, p. 16.
42. 1 2 3  Ronchetti, p. 17.
43. 1 2  Ronchetti, p. 19.
44. ↑  Ronchetti, pp. 17-18.
45. ↑  (EN) LI Gebirgs-Armeekorps, su axishistory.com. URL consultato l'8 agosto 2011.
46. ↑  Ronchetti, p. 18.
47. ↑  Ronchetti, pp. 19-20.
48. 1 2  Jackson, p. 333.
49. 1 2  Hart, p. 757.
50. ↑  Jackson, p. 334.
51. 1 2 3  Hart, p. 758.
52. ↑  Jackson, pp. 335-336.
53. ↑  Jackson, p. 336.
54. ↑  Jackson, pp. 336-337.
55. ↑  Holland, p. 330.
56. ↑  Jackson, pp. 337-338.
57. ↑  Ronchetti, p. 32.
58. ↑  Shepperd, p. 377.
59. ↑  Shepperd, p. 366.
60. ↑  Shepperd, pp. 366-368.
61. ↑  Shepperd, p. 368.
62. 1 2  Shepperd, p. 369.
63. 1 2  Kesselring, p. 270.
64. ↑  Kesselring, p. 274.
65. 1 2  Shepperd, p. 370.
66. ↑  Holland, p. 317.
67. ↑  Holland, pp. 318-319.
68. ↑  Holland, p. 319.
69. ↑  Piffer, p. 91.
70. ↑  Piffer, p. 92.
71. ↑  Piffer, pp. 92-93.
72. ↑  Shepperd, p. 371.
73. ↑  Piffer, pp. 95-96.
74. ↑  Piffer, p. 104.
75. ↑  Piffer, pp. 106-107.
76. ↑  Piffer, p. 135.
77. ↑  Piffer, p. 136.
78. 1 2  Ronchetti, p. 33.
79. 1 2 3 4 5 6  Hart, p. 759.
80. 1 2  Ronchetti, p. 34.
81. ↑   Chris Bishop, Le divisioni panzergrenadier 1939-1945, Roma, L'Airone, 2008,  p. 121, ISBN 978-88-7944-930-4.
82. 1 2 3 4  Ronchetti, p. 35.
83. 1 2 3  Ronchetti, p. 36.
84. ↑   Museo Linea Christa - la Storia, su comune.sogliano.fc.it. URL consultato il 30 aprile 2022 (archiviato dall'url originale il 27 dicembre 2012).
85. ↑  Hart, pp. 759-760.
86. 1 2  Ronchetti, p. 39.
87. ↑  Ronchetti, p. 38.
88. ↑  Ronchetti, p. 37.
89. 1 2 3  Hart, p. 760.
90. ↑  Ronchetti, pp. 37-38.
91. ↑  Ronchetti, pp. 40-41.
92. ↑  Ronchetti, pp. 40-42.
93. ↑   Storia della resistenza italiana, 8 settembre 1943-25 aprile 1945, su books.google.it, google.libri. URL consultato il 15 giugno 2011.
94. ↑   storie di resistenza sulla Linea Gotica, su archividellaresistenza.it. URL consultato il 15 giugno 2011 (archiviato dall'url originale il 17 novembre 2011).
95. 1 2 3 4  Ronchetti, p. 40.
96. 1 2  Hart, pp. 760-761.
97. ↑  Hart, p. 761.
98. ↑  (EN) Chapter XIX: Mountain and Plain, su history.army.mil, 15 gennaio 2002. URL consultato il 5 dicembre 2023.
99. 1 2 3  Hart, p. 936.
100. ↑  Hart, pp. 936-937.
101. 1 2  Hart, p. 937.
102. ↑  (EN) 10. Armee, su axishistory.com. URL consultato il 12 agosto 2011.
103. ↑  (EN) 14. Armee, su axishistory.com. URL consultato il 12 agosto 2011.
104. 1 2 3 4  Hart, p. 938.
105. ↑  Hart, pp. 938-939.
106. 1 2  Ronchetti, p. 42.
107. ↑  Ronchetti, pp. 42-43.
108. ↑  Salmaggi-Pallavisini, pp. 701-702.
109. 1 2 3  Hart, p. 939.
110. ↑  Hart, pp. 939-940.
111. ↑  Salmaggi-Pallavisini, p. 707.
112. ↑  Salmaggi-Pallavisini, pp. 707-708.
113. ↑  Salmaggi-Pallavisini, p. 708.
114. 1 2  Hart, p. 940.
115. ↑  Salmaggi-Pallavisini, p. 709.
116. ↑  Salmaggi-Pallavisini, p. 710.
117. ↑  Salmaggi-Pallavisini, p. 712.
118. ↑  Salmaggi-Pallavisini, p. 713.
119. ↑  Hart, pp. 940-941.
120. ↑  Salmaggi-Pallavisini, p. 718.
121. 1 2 3 4  Hart, p. 941.
122. ↑  Salmaggi-Pallavisini, pp. 719-720.
123. ↑  Salmaggi-Pallavisini, p. 720.
124. ↑  (EN) Martin Allen, Himmler's secret war: the covert peace negotiations of Heinrich Himmler, Da Capo Press, 2005,  p. 231, ISBN 0-7867-1708-4.
125. 1 2 3 4  Hart, p. 942.
126. ↑  (EN) John Erickson, The road to Berlin, Londra, Cassell, 2002,  p. 540, ISBN 0-304-36540-8.
127. ↑  Salmaggi-Pallavisini, p. 725.
128. ↑   La Linea Gotica, su Settore Patrimonio culturale della Regione Emilia-Romagna, ultima modifica 14 dicembre 2023. URL consultato il 9 maggio 2024.
129. ↑   Museo Storico della Linea Gotica di Casinina, su museolineagotica.it. URL consultato il 9 maggio 2024.
130. ↑   Montefeltro - la Linea Gotica, su montefeltro.net. URL consultato il 12 giugno 2011 (archiviato dall'url originale il 21 maggio 2011).
131. ↑   gothicline.org. URL consultato il 12 giugno 2011.
132. ↑   Museoaviazione.com. URL consultato il 12 giugno 2011.
133. ↑   Museo della guerra di Castel del Rio, su museoguerralineagoticacasteldelrio.it. URL consultato il 9 maggio 2024.
134. ↑   Gotica Toscana onlus, su goticatoscana.eu. URL consultato il 20 maggio 2019.